# Club Atlético Vélez Sarsfield
El Club Atlético Vélez Sarsfield es una entidad deportiva de Argentina con sede en el barrio de Liniers, Buenos Aires. Fue fundado el 1 de enero de 1910 y su principal actividad es el fútbol masculino, cuyo primer equipo participa en la Liga Profesional Argentina. Su estadio es el José Amalfitani.
Es uno de los clubes más laureados y representativos del fútbol argentino. Si bien obtuvo su primer título en el Campeonato Nacional 1968, el club atravesó su mayor período de éxito a partir de 1993. Obtuvo 18 títulos oficiales en su historia: 11 títulos de Primera División, 2 copas nacionales y 5 títulos de carácter internacional, incluidas las copas Libertadores e Intercontinental de 1994. Siendo la obtención de esta última, su mayor logro deportivo. Se consagró campeón del mundo el 1 de diciembre de ese año, al vencer al A. C. Milan de Italia por 2-0 en el Estadio Nacional de Tokio. Gracias a esa conquista integra el grupo selecto de los únicos 31 equipos en el mundo que han ganado el máximo campeonato de clubes de fútbol a nivel mundial, entre más de 300 000 clubes reconocidos por la FIFA. A su vez se destaca, el triplete de títulos obtenido en 1996.
Identificado con su apodo «El Fortín», es una asociación civil sin fines de lucro, recayendo su propiedad en sus 54 661 socios. Su rival histórico es Ferro Carril Oeste, con quien conforma el clásico del oeste, el cual no se disputa desde el año 2000 debido a la ausencia de este en la Primera División.
Además del fútbol, se destaca en vóley, baloncesto, hockey y futsal, entre otros deportes. En la institución se desarrollan diversas actividades, tanto en el ámbito de la educación, como otras sociales, culturales y recreativas.

## Historia

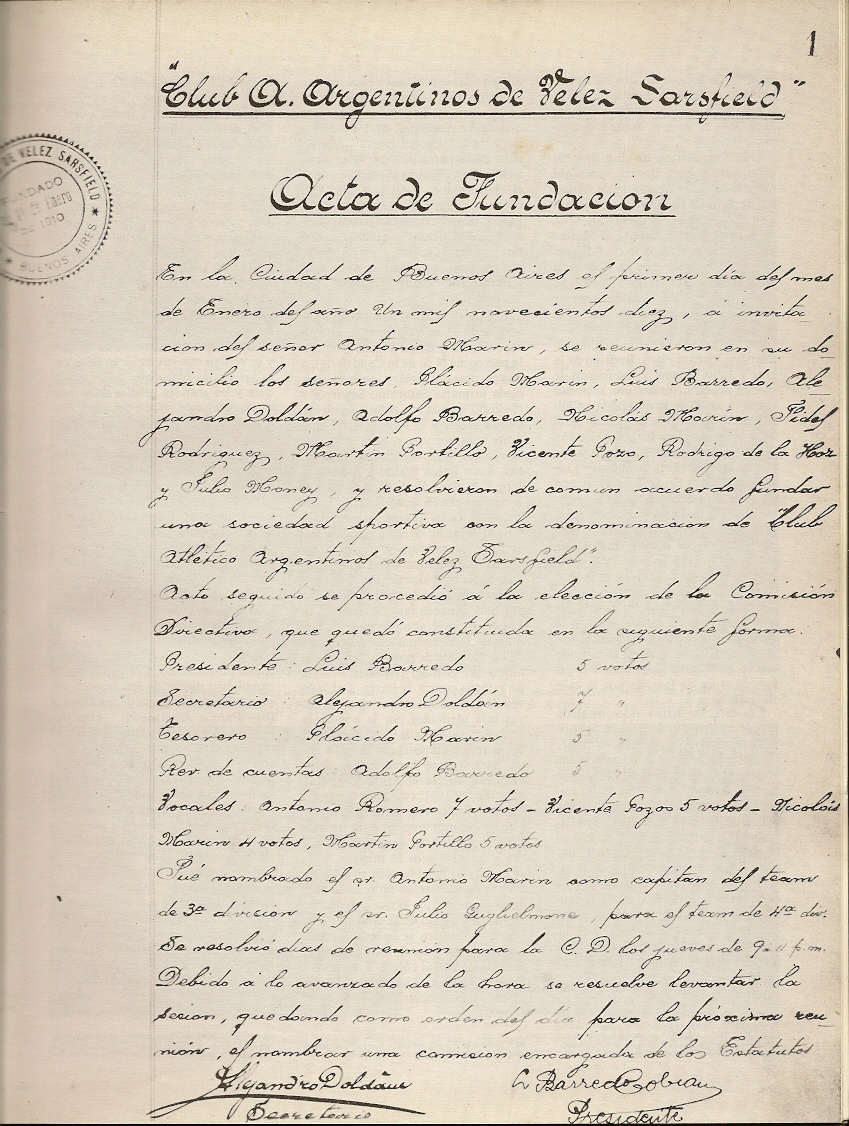
Acta Fundacional del Club Atlético Vélez Sarsfield.

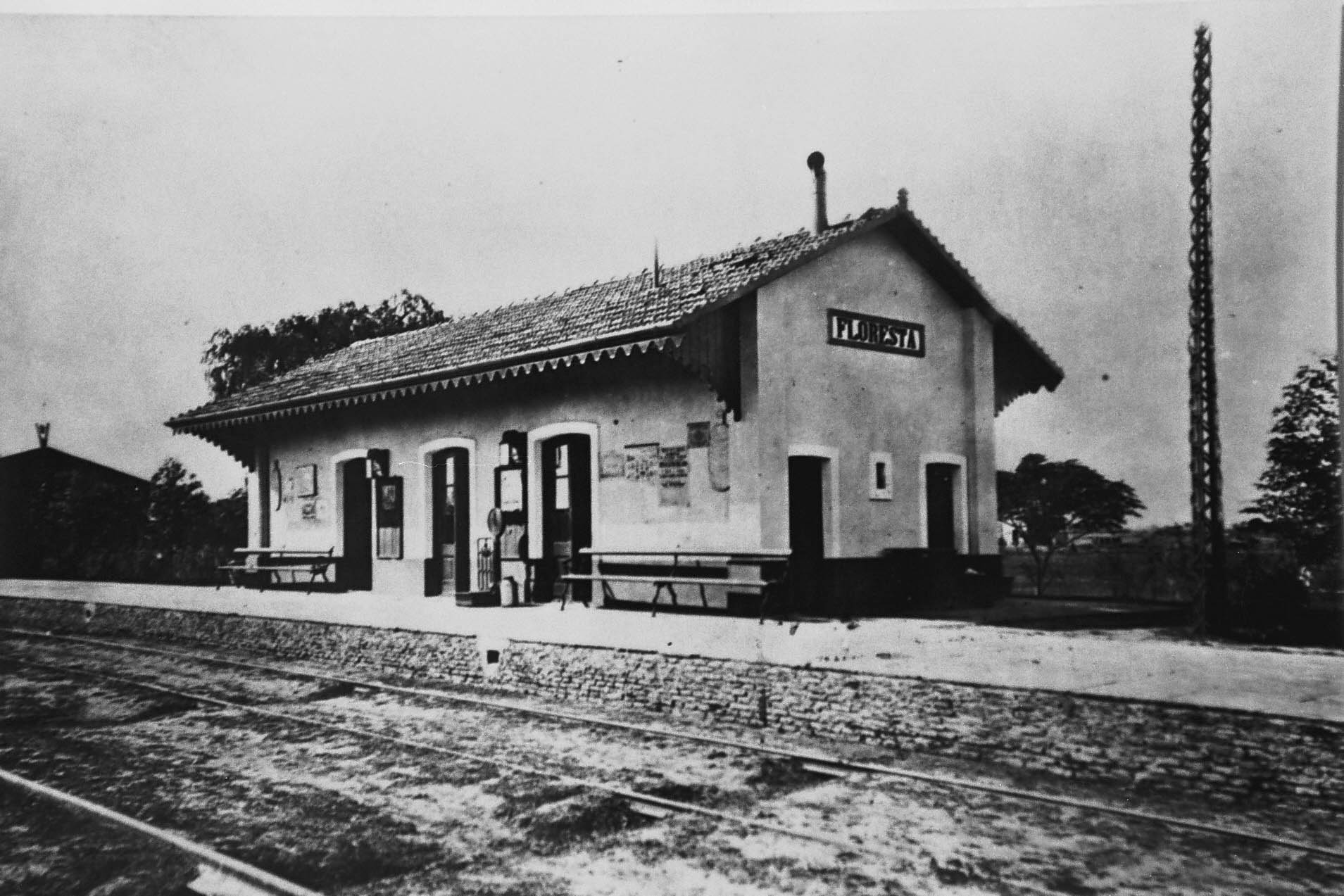
Nicolás Martín Moreno y sus amigos Julio Guglielmone y Martín Portillo se reunieron en la antigua Estación Vélez Sarsfield (hoy llamada Floresta), y allí surgió la idea de crear un club deportivo.

El Club Atlético Vélez Sarsfield fue fundado en una casa cercana a la Estación Floresta por Luis Barredo y su secretario Alejandro Doldaín. Originalmente había sido fundado con el nombre de «Club Atlético Argentinos de Vélez Sarsfield», pero en 1913 se quita la palabra argentinos para pasar a su denominación actual. Poco después de su fundación, tuvo varias disputas dirigenciales acerca de su afiliación, pasando a disputar los torneos organizados por la Asociación del Fútbol Argentino recién en 1927 Los primeros años del club vieron poco éxito, ya que lo más cerca que estuvo de ganar un campeonato importante en ese entonces fue cuando alcanzó la segunda posición en el Campeonato de Primera División 1919, en lo que era su primera participación en Primera División. Vélez Sarsfield ganó reputación en la década de 1920, con el consecuente aumento de socios y la construcción de su antiguo estadio —posteriormente mejorado y refaccionado—, lo que le permitió ser uno de los dieciocho clubes que disputaron el primer Campeonato profesional en 1931.

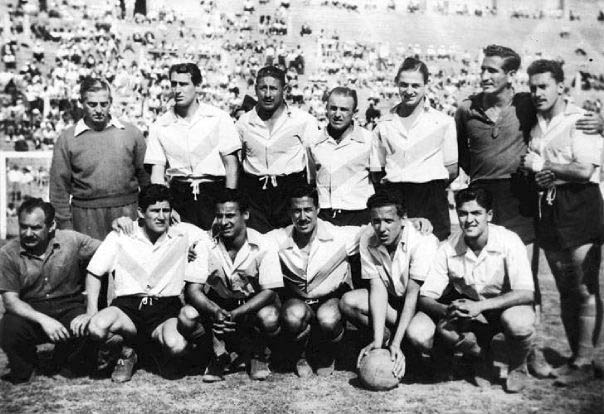
Formación del equipo en 1953.

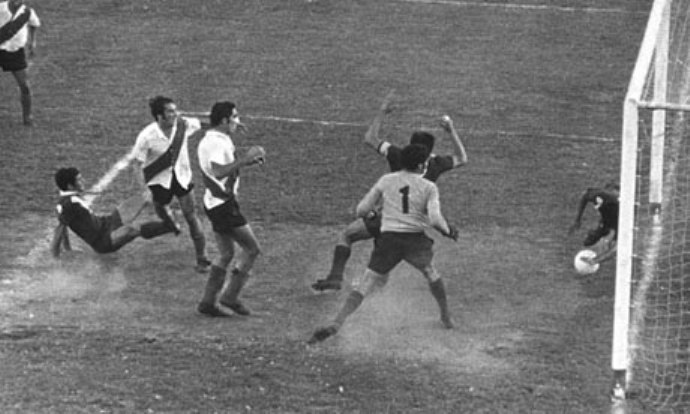
Imagen de un partido ante River Plate en 1968.

Sufrió su primer y único descenso en 1940, al cual posteriormente le siguió una gran crisis institucional en la que fue desalojado de su estadio. Al año siguiente, José Amalfitani asume como presidente del club, consiguiendo levantar la complicada situación. En el ámbito deportivo, posteriormente el club consiguió ganar el Campeonato de Segunda División de 1943 siendo dirigido por Victorio Spinetto, exjugador de la institución. Durante la segunda presidencia de Amalfitani, el club empezó a tener buenos resultados deportivos, como un subcampeonato en 1953, o un tercer puesto en 1965 y en el Campeonato Nacional de 1967; además de la incorporación de múltiples deportes, como el baloncesto, el béisbol, el boxeo, la natación, el voleibol, entre otros. El 22 de abril de 1951, se inauguró el actual Estadio José Amalfitani, en el barrio porteño de Liniers.
A inicios de los años 1960, el club realizó regulares campañas, y posteriormente se asentaron las bases de un gran equipo que comenzó a ubicarse en los primeros lugares de la Primera División. El ex-centrocampista de Huracán, Manuel Giúdice se convirtió en entrenador de Vélez Sarsfield en 1968, llevando al club a su primer título oficial en 1968 con la obtención del denominado Campeonato Nacional. Al año siguiente falleció José Amalfitani.

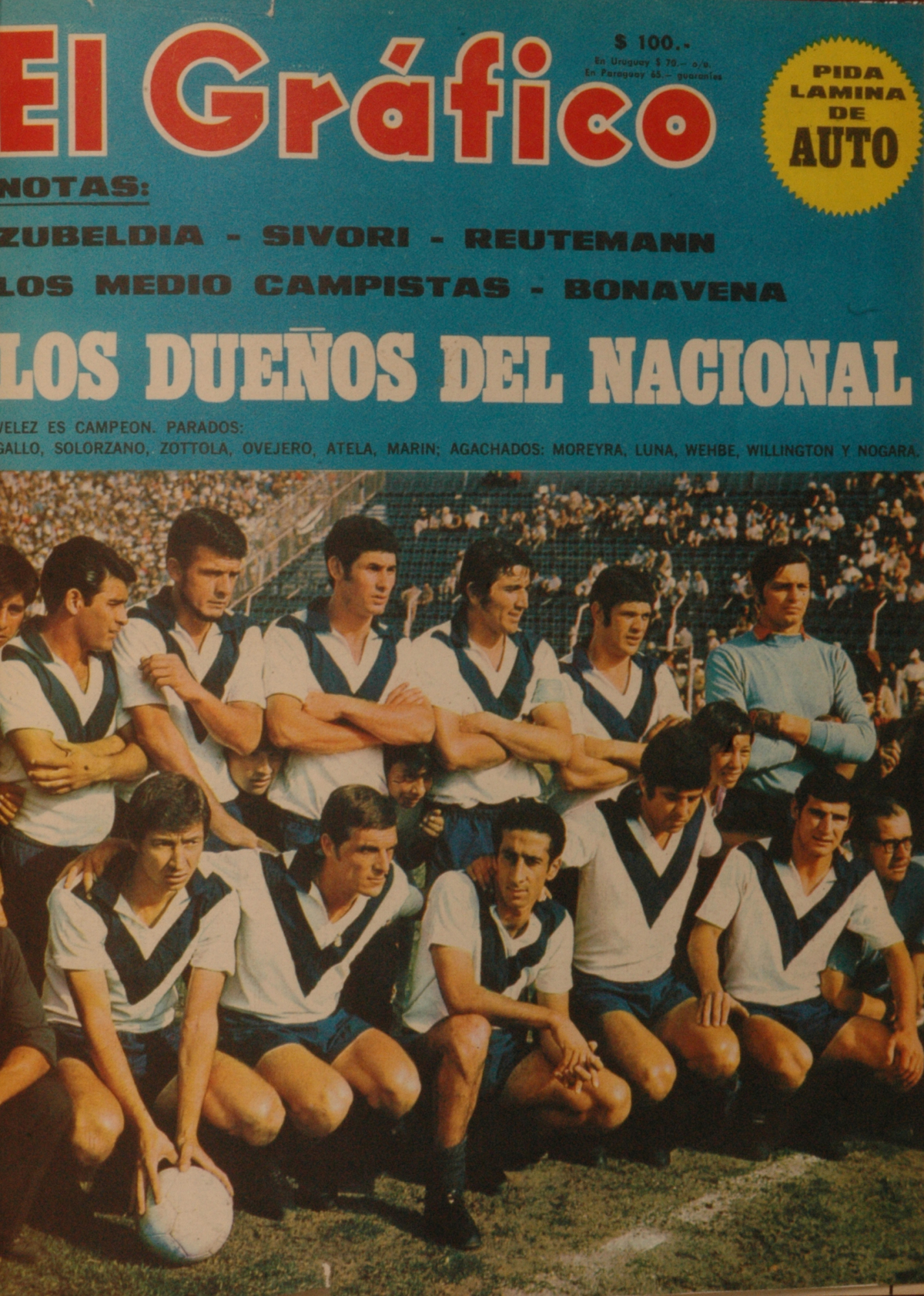
Equipo campeón del Nacional en 1968.

Los años 1970 fueron momento de inestabilidad en la institución, donde pese a tener buenos planteles y algunas actuaciones aceptables, nunca llegó a pelear los primeros puestos. El club iba encaminado a coronarse campeón en el Campeonato Metropolitano de 1971, pero perdió en el último partido del campeonato, quedando relegado al segundo puesto. Anteriormente, había alcanzado la Final de la Copa Argentina de 1970, pero dicho torneo nunca consagró un campeón, ya que la Final —que consistía en dos partidos— nunca alcanzó a completarse. Posteriormente, y bajo la conducción técnica del triunvirato formado por Montaño Cielinsky y Bermúdez fue subcampeón del Campeonato Metropolitano de 1979 —perdió la final ante River Plate—. y tras derrotar en una serie eliminatoria a Unión de Santa Fe, clasificó a su primer torneo internacional en 1980: Llamativamente luego de la gran campaña de 1979 la Comisión Directiva resuelve que el Triunvirato se encargue del fútbol amateur y contrata al Indio Solari para que se haga cargo del fútbol profesional. En la Copa Libertadores, quedara quedó eliminado en la segunda fase. El Estadio José Amalfitani fue remodelado para ser sede de la Copa Mundial de Fútbol de 1978.
La siguiente década se caracterizó por un fuerte desarrollo social, sobre la base de un ambicioso proyecto impulsado a fines de la década que consistió en una gran inversión en infraestructura deportiva. En 1985, fue subcampeón del Campeonato Nacional, tras perder la final ante Argentinos Juniors. Para la temporada 1989-90, el club decidió cambiar su política y realizó importantes inversiones en fichajes, con el fin de tener un plantel competitivo para pelear por el título. Sin embargo, con Alfio Basile como entrenador, sólo se alcanzó el 5° puesto.
Vélez Sarsfield alcanzó la segunda posición en el Torneo Clausura 1992 y en diciembre de ese año, la comisión directiva contrató al exfutbolista y máximo goleador histórico del club, Carlos Bianchi como entrenador. Bajo su conducción técnica, el club tuvo su primer período de éxito, al sumar segundo título local. Posteriormente, el 31 de agosto de 1994, el club obtuvo su primera Copa Libertadores de América, tras derrotar por 5:3 en la tanda de penaltis al São Paulo, tras finalizar la serie empatada 1-1. Tres meses después, obtuvo la Copa Intercontinental, al derrotar 2-0 a AC Milan de Italia. De este modo, obtuvo el máximo trofeo mundial de clubes de fútbol. En 1995, con la obtención del denominado «Torneo Apertura», el club sumó su tercer título local. Al año siguiente, el club obtuvo un histórico «triplete», ya que consiguió revalidar el título local, y obtuvo dos nuevos lauros internacionales: la Copa Interamericana 1996 y la Supercopa Sudamericana 1996, obteniendo este último título bajo la conducción de Osvaldo Piazza. Piazza también llevó al club a ganar su primera Recopa Sudamericana, al derrotar a River Plate en 1997. En 1998, bajo la conducción de Marcelo Bielsa, el club coronó con 46 puntos el Torneo Clausura 1998, sumando su quinto título local. En total, el club coronó nueve títulos oficiales durante los años 1990, considerados los años más importantes en la historia de la entidad.

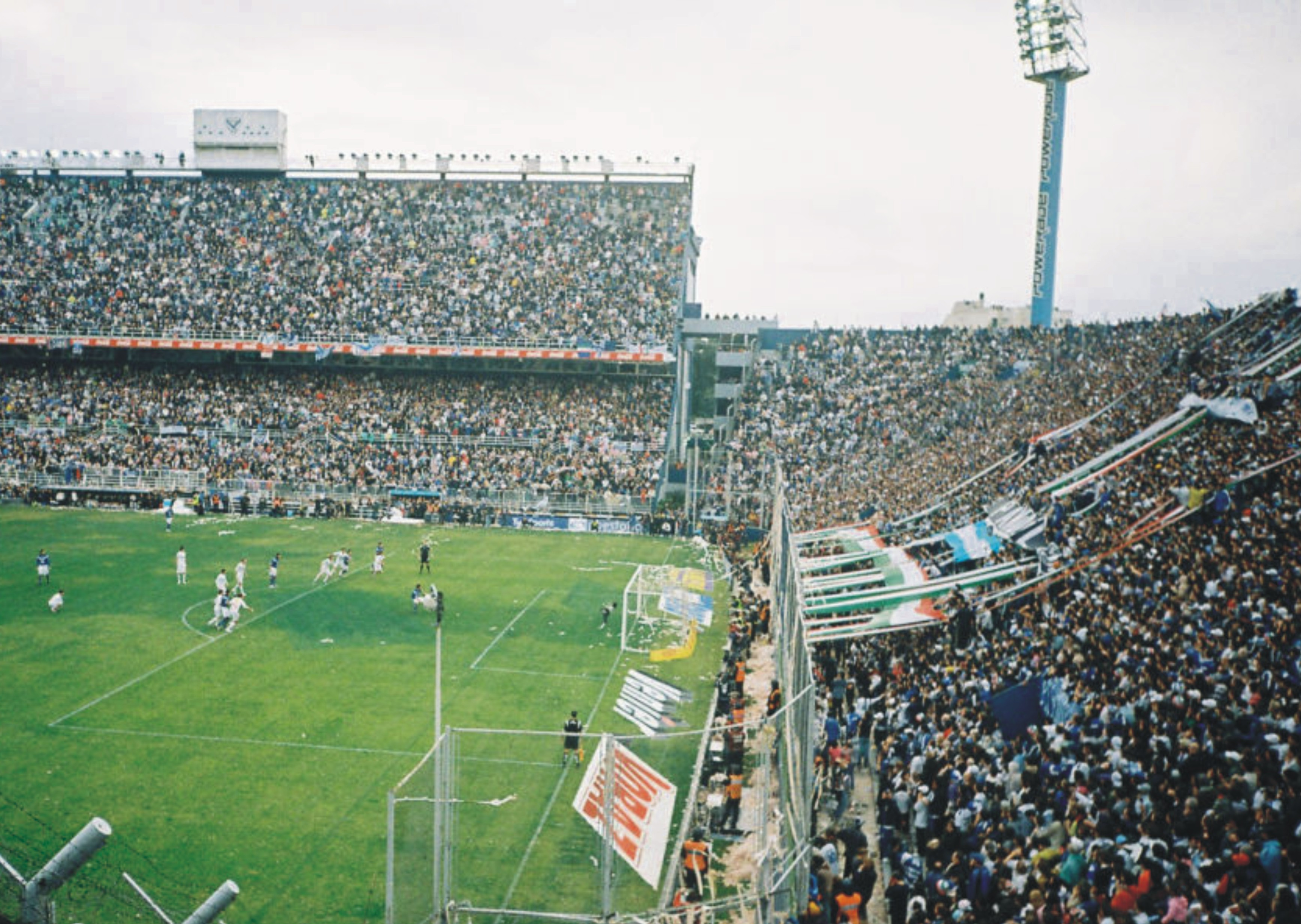
Imagen del Amalfitani en el partido contra Huracán, por la última fecha del Torneo Clausura 2009. El partido terminó con triunfo por 1-0, lo que le dio el séptimo título local al club.

Por contrapartida, una crisis financiera derivó a años de transición a inicios del siglo XXI, con pobres campañas a inicios del mismo. No obstante, la complicada situación comenzó a revertirse para el año 2004. Ese mismo año, el club fue subcampeón del Torneo Apertura, considerado como un «fracaso». Unos años después de obtener el Torneo Clausura 2005 con la conducción de Miguel Ángel Russo, el club contrató a Ricardo Gareca como entrenador para el año 2009. Bajo su conducción, llegó el segundo período de éxito del club, consiguiendo sumar otros cuatro títulos locales: los torneos Clausura 2009 —venciendo a Huracán por 1-0 en el último partido—, Clausura 2011, Inicial 2012, y la superfinal 2012-13, derrotando a Newell's Old Boys 1-0 en una final para dirimir el título. Meses después, ya sin Gareca al mando del equipo, obtuvo la Supercopa Argentina —copa correspondiente al año 2013— al derrotar a Arsenal 1-0 en San Luis, obteniendo su primera Copa nacional.
El 15 de noviembre de 2014, Raúl Gámez resultó ser electo por tercera vez como presidente de la entidad. Mientras se encontraba disputando el Campeonato de Primera División 2015 con la conducción de Miguel Ángel Russo, fue reportado un pasivo financiero de ARS 198 millones, lo que dio lugar a una etapa de crisis tanto deportiva como económica, llamada por los medios como «campeonato económico». La comisión directiva, por entonces, anunció medidas de austeridad con el fin de intentar reducir la deuda, y al final del año, la rescisión del contrato de Russo dados los malos resultados. Los sucesivos entrenadores Christian Bassedas y Omar de Felippe no lograron revertir la progresiva situación de crisis, encontrándose el club en serios riesgos de perder la categoría para fines de 2017. Paralelamente, el empresario Sergio Rapisarda gana las elecciones para presidente en noviembre, poniendo fin a 21 años de gestión de la agrupación «Círculo El Fortín» liderada por Gámez. La nueva gestión contrata como entrenador a Gabriel Heinze, logrando evadir el descenso, y clasificando nuevamente a Vélez Sarsfield a torneos internacionales en la siguiente temporada. En 2020, Heinze se despidió del club, con un tercer puesto en la Superliga 2019-20, la posición más alta lograda desde 2013. Vélez Sarsfield alcanzó las semifinales de la Copa Sudamericana 2020 y Copa Libertadores 2022.

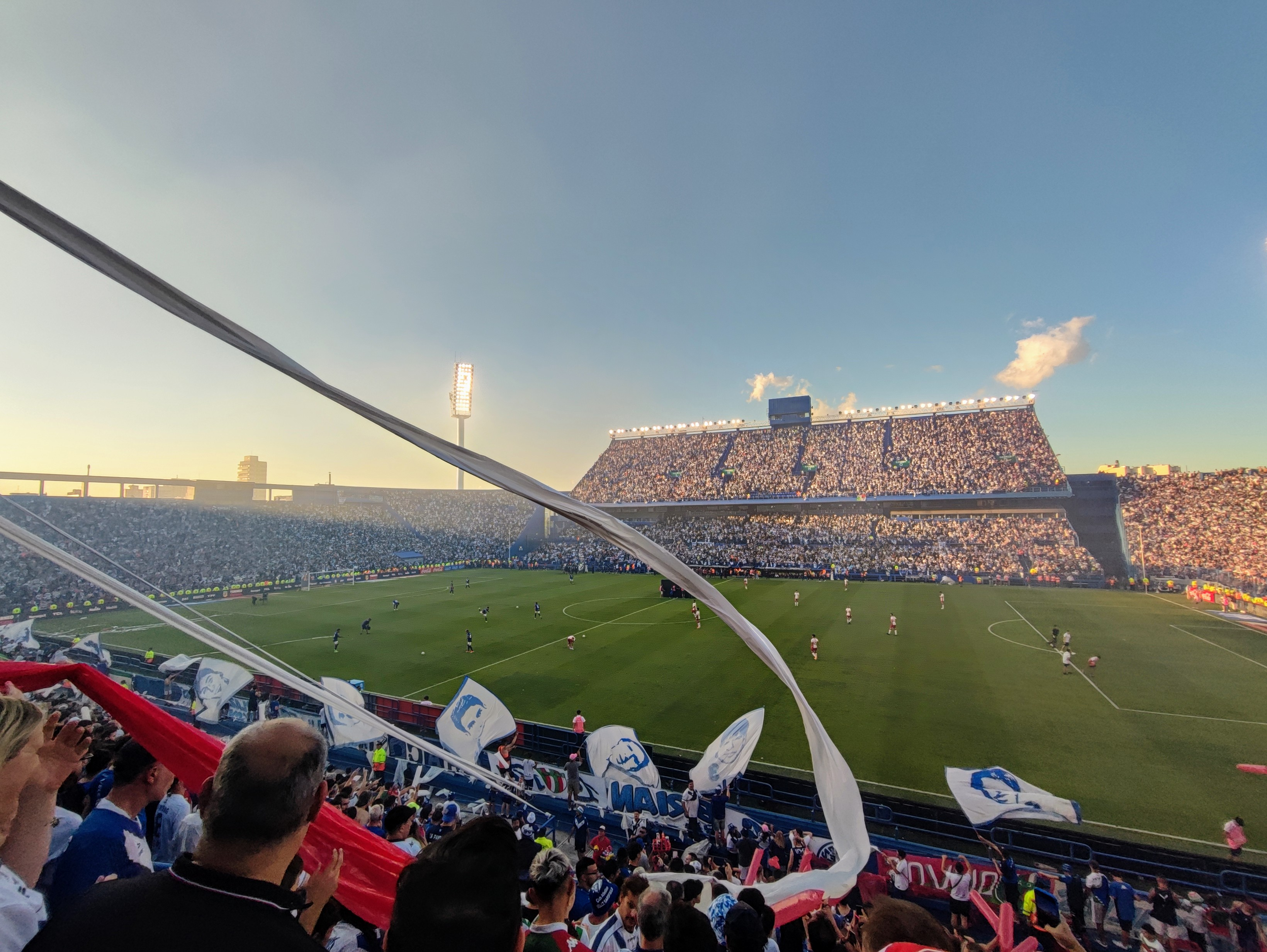
Imagen del Amalfitani en el partido contra Huracán, por la última fecha de la Liga Profesional 2024. El partido terminó con triunfo por 2-0, lo que le dio el undécimo título local al club.

Habiendo sido reelecto en abril de 2021, la segunda presidencia de Rapisarda inició un período turbulento para el club. La imposibilidad de mantener un equipo competitivo, la llegada de refuerzos que no rindieron futbolísticamente, la pérdida de poder económico de la entidad producto de malas decisiones desde la cúpula presidencial produjeron una severa y profunda crisis hacia 2023, colocando al club nuevamente en riesgo de perder la categoría. Un total de cinco entrenadores pasaron en un lapso de solo 15 meses: Mauricio Pellegrino, Julio Vaccari, Alexander Medina, Ricardo Gareca —quien volvió al club tras diez años y renunció a su cargo tras solo doce partidos, producto de malos resultados y problemas internos dentro del club— y Marcelo Bravo. Sebastián Ariel Méndez se hizo cargo de la conducción del equipo tras una precipitada e inesperada salida de Unión de Santa Fe. Finalmente, el club logró la salvación en la última jornada de la Copa de la Liga Profesional 2023.
La nueva dirigencia electa en noviembre de 2023 con Fabián Berlanga como presidente, contrató a Gustavo Quinteros como entrenador. El club logró una notable mejora en su primer año al mando, obteniendo dos subcampeonatos de copa nacional (Copa Argentina y Copa de la Liga) y en diciembre de 2024 Vélez cortó un período de diez años sin títulos, obteniendo su undécimo título de Primera División. Lo logró de manera invicta como local y siendo el equipo que menos goles recibió a lo largo del certamen.

## Administración
Al igual que muchos clubes del fútbol argentino, el club es, desde su fundación, una asociación civil sin fines de lucro, y la propiedad del club recae en sus 75000 socios. Su aportación al club se da mediante el pago de cuotas para su membresía, así como la adquisición de los abonos y entradas.

### Presidentes
Como fundador del club, Luis Barredo fue el primer presidente de la entidad, ocupando el cargo por tres años, siendo sucedido por Plácido Marín. El cargo de presidente cambió de manos en numerosas ocasiones hasta la segunda presidencia de José Amalfitani, la cual perduró 27 años. Fue el 17.º presidente del club, y anteriormente había tenido un mandato de dos años (1923-1925). Según varias fuentes, se lo considera como el máximo responsable del crecimiento de la entidad tanto a nivel institucional como deportivo, levantando la gran crisis institucional que éste padecía a inicios de los años 1940 e impulsándolo a la práctica de diversos deportes en el club, adquiriendo un carácter polideportivo. En honor a él, fue bautizado con su nombre el estadio de fútbol del club, como así en honor a José Ramón Feijóo el complejo polideportivo. En los años 1990, asumieron la presidencia Héctor Gaudio (1993-1996) y Raúl Gámez (1996-1999) sucesivamente, que administraron la etapa más ganadora de la historia del club en cuanto a cantidad de títulos. Esto último permitió que el club se haya expandido en cuanto a mercadotecnia y productos comerciales. El actual presidente desde noviembre de 2023 es Fabián Berlanga.
El presidente es elegido por sus socios, mediante elecciones que se realizan cada tres años, en las instalaciones del mencionado Polideportivo José Ramón Feijoo. Tienen derecho a votar todos los socios del club mayores de 18 años, con dos años de antigüedad como socios para votar. El mandato del presidente dura tres años, pudiendo ocupar el cargo por dos períodos consecutivos, debiendo dejar pasar un período para ocuparlo nuevamente.

### Comisión directiva
Actualizado a 2023:
| Cargo               | Nombre              |
| ------------------- | ------------------- |
| Presidente          | Fabián Berlanga     |
| Vicepresidente      | Augusto Costa       |
| Vicepresidente      | Gustavo García      |
| Vicepresidente      | Nelson Pugliese     |
| Secretario          | Federico Balestrini |
| Prosecretario       | Noelia Fernández    |
| Secretario de actas | Bernardo Bertelloni |
| Tesorero            | Gabriel Peornedo    |
| Protesorero         | Federico Castriota  |

## Estadio
Al fundarse en 1910, y ante la carencia de estadios de fútbol, el club disputó sus partidos en diversas canchas de la zona oeste de la ciudad de Buenos Aires. Ante el crecimiento del deporte, comenzaron a construirse estadios por la zona. En 1915, la comisión directiva decidió disputar sus partidos en el barrio de Villa Luro, donde en 1924 es inaugurado el «Estadio Vélez Sarsfield».
El estadio, conocido por los hinchas como «la canchita de la calle Basualdo» por su ubicación, tuvo sus primeras modificaciones en 1926, con la implementación de un sistema de iluminación y la construcción de nuevas tribunas que elevaron la capacidad a 20 000 espectadores. Sin embargo, la crisis institucional que afectó al club a inicios de los años 1940 causó que fuese desalojado de su antiguo estadio.
Posteriormente, José Amalfitani adquirió unos terrenos en el barrio de Liniers, donde en 1947 se iniciaron las obras fijándose las medidas del campo en 105 por 70 metros, y más tarde se bautizó al estadio en honor a él, que presidió por dos mandatos al club. El 22 de abril de 1951 fue inaugurado. Conocido popularmente como «El Fortín», cuenta con una capacidad de 49 540 espectadores, con lo que es uno de los estadios de fútbol de mayor capacidad de Argentina. Está situado sobre la Avenida Juan B. Justo al 9200, en el barrio de Liniers de la ciudad de Buenos Aires.
El estadio ha sido sede de numerosos eventos deportivos y musicales, albergando la Copa Mundial de Fútbol de 1978, partidos de la selección de fútbol de Argentina y más de cien conciertos musicales.

### Instalaciones
Las Instalaciones de la institución incluyen, además de su estadio de fútbol, un predio de 18 hectáreas para la práctica de fútbol, un polideportivo, y un instituto educativo. Además existen decenas de filiales ubicadas en el interior del país y el mundo.

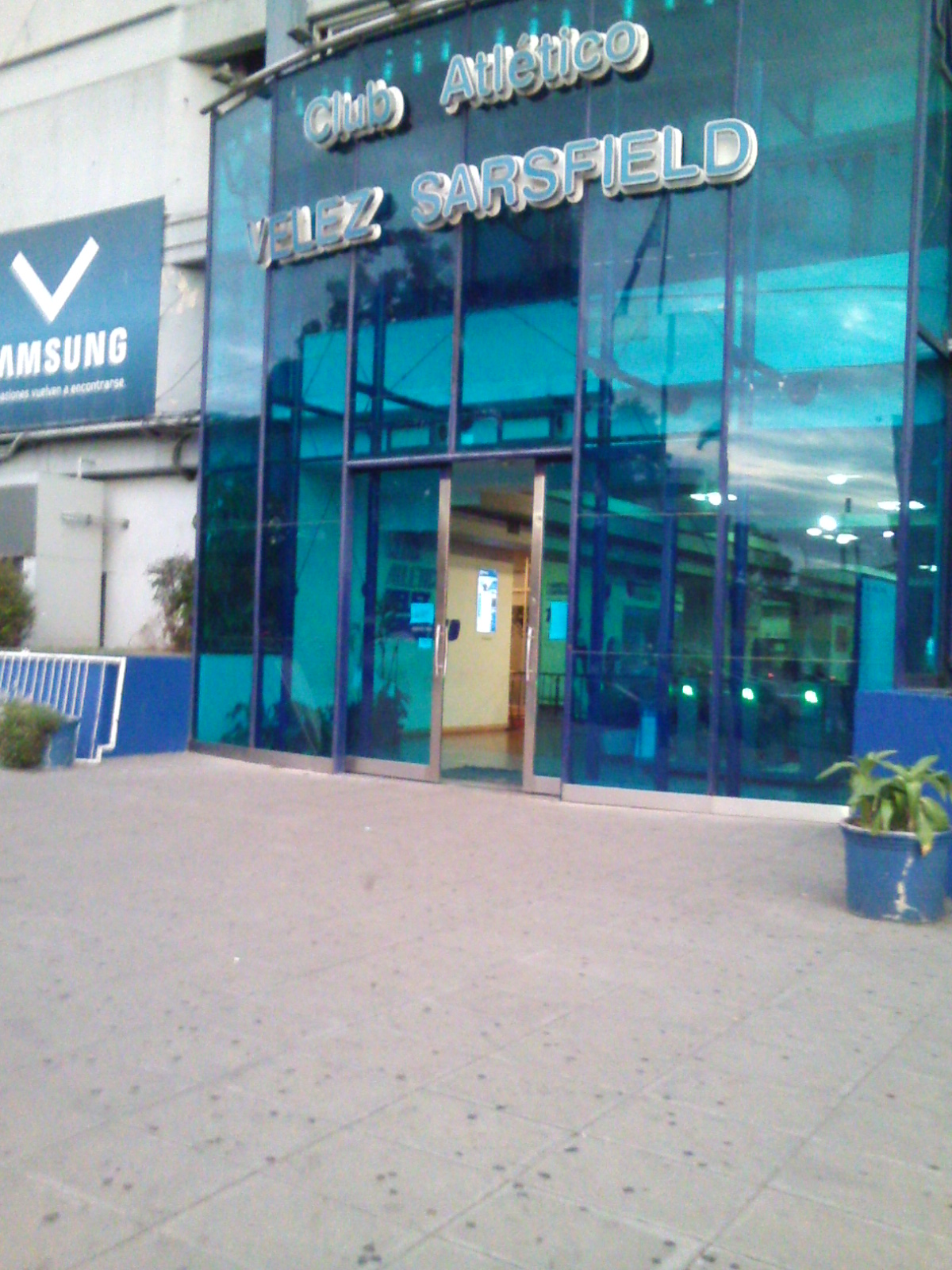
Sede del club, ubicada en el mismo sitio que el estadio José Amalfitani

- Sede: Está ubicada en el mismo lugar que el estadio. La sede se divide en pisos, y además posee varias instalaciones, que permite el desarrollo de muchos deportes, como artes marciales, gimnasia, y diversas actividades culturales y educativas.[62]
- Polideportivo: Inaugurado en 1977, Vélez Sarsfield tiene un polideportivo donde se realizan múltiples actividades deportivas, además de ser usado por sus equipos de voleibol y baloncesto para disputar sus encuentros de local. Fue ampliándose a lo largo de los años. Es considerado uno de los lugares deportivos más importantes de la ciudad, además de ser usado para múltiples eventos deportivos internacionales y/o entrenamientos. Dentro de este, se destaca el estadio de atletismo, el complejo acuático, y el estadio de voleibol.[63][64]
- Villa Olímpica: Es un predio de 18 hectáreas, el cual es utilizado por el plantel profesional y las categorías juveniles como espacio de concentración y entrenamiento. Además de incluir dos canchas para la práctica de fútbol, la villa olímpica posee un espacio de concentración para el plantel profesional y cuerpo técnico, que tiene varias comodidades como un sector de hidroterapia, sala de masajes, un gimnasio, entre otras.[65]
- Educación: El Instituto Dr. Dalmacio Vélez Sarsfield,[66] perteneciente al club, está en funcionamiento desde 1980. Posee un Jardín de Infantes llamado "velecito", una escuela primaria y una escuela secundaria, además de ofrecer un curso de especialización y perfeccionamiento docente. El instituto fue el reconocido con el Premio Iberoamericano a la Excelencia Educativa en 2007, 2008 y 2009.[67]

## Símbolos

### Himno
El himno oficial del club, llamado «Dale Vélez», fue escrito en el año 1943 por José Fernández, y la música fue compuesta por el maestro Miguel Padula, quien compusiera obras como «Amor y celos», «Adiós mujer», entre otras. El tema se interpreta al ritmo del tango tradicional argentino.
Aunque la grabación original fue hace setenta años atrás, en 2011, el cantante Adrián Otero interpretó, en el Fútbol Para Todos, una versión nueva del himno del club, con otro ritmo diferente al grabado originalmente en 1943.

### Apodo
Los hinchas del club se apodan «fortineros», como derivado de la palabra «fortín», principal sobrenombre de la institución. Surgió en 1932, cuando debido a los buenos resultados de Vélez Sarsfield jugando en su estadio, el diario Crítica, en su edición del 13 de julio, consideró al recinto como un fortín, al ser inexpugnable para sus rivales. Si bien este apodo era solo para el antiguo estadio del barrio de Villa Luro y el actual estadio José Amalfitani, con el correr del tiempo pasó a ser el del club.

### Escudo
El club ha tenido varios escudos a lo largo de su historia, todos ellos con diversas modificaciones. Después de su fundación en 1910, cuatro años después se confeccionó el primer escudo con franjas verticales de colores verde y rojo, alternándose. Estos colores eran los originales del club (en honor a la bandera italiana, ya que muchos de sus socios fundadores o bien eran italianos o poseían esa ascendencia) y fueron utilizados por más de veinte años y para posteriores modificaciones del escudo. No obstante, en 1933, junto con el cambio de colores, se adoptaron los colores actuales del club: el azul y el blanco. Sin embargo, fue en 1945 cuando se adoptó el escudo actual de Vélez Sarsfield, el cual ha sufrido hasta el día de hoy, pequeñas modificaciones.

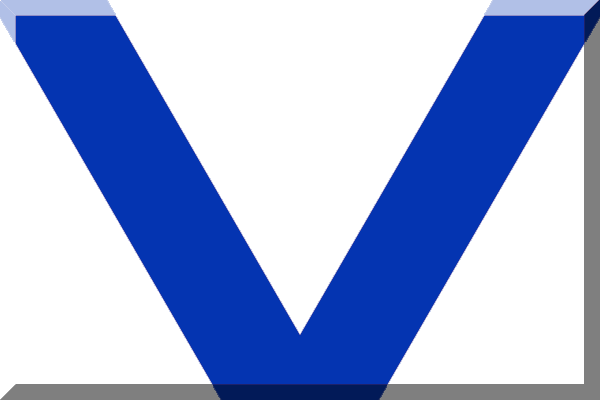
Colores de la institución.

El escudo actual se encuentra bordado en la camiseta del uniforme, el mismo contiene dos colores (azul, blanco). El formato del escudo tiene un parecido con la camiseta, ya que el mismo cuenta con una «V» azulada que lo cruza hasta el medio, junto con las letras iniciales del club «C.A.V.S.» en azul, y el fondo es blanco. Las letras «C» y «A» se encuentran en la parte superior del escudo, mientras que la «V» y «S» en la zona inferior, por debajo de la mencionada V azulada.
El escudo incluye también, abajo del mismo y a los costados, unos banderines con los colores verde, blanco y rojo, simbolizando los orígenes del club. Desde 1994, el club luce una estrella dorada, que simboliza la Copa Intercontinental obtenida en 1994.

## Uniforme

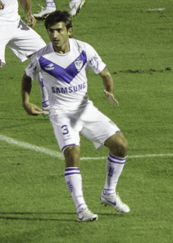
El defensor Emiliano Papa con la camiseta titular.

Vélez Sarsfield ha tenido varios uniformes a lo largo de su historia, aunque mantiene como base los colores azul y blanco, con excepción de algún complemento del uniforme durante breves años.
El uniforme titular consiste en pantalón blanco con un detalle azul en la parte trasera y medias blancas y una camiseta blanca con dos rayas diagonales de color azul que parten de los hombros y llegan hasta el pecho, formando una «V». Toma como base el escudo del club y comenzó a ser utilizado en 1933.
- Uniforme titular: Camiseta blanca con una «V» azul en el frente. Pantalón y medias blancos.
- Uniforme alternativo: Camiseta azul con una «V» blanca en el frente. Pantalón y medias blancas.
- Uniforme tercero: Camiseta con bastones mitad verde y mitad roja Pantalón blanco con Pequeñas tiras rojas y verdes y medias blancas y partes rojas y verdes.
- Uniforme del arquero (titular): Buzo fucsia. Pantalón y medias fucsias.
- Uniforme del arquero (alternativo): Buzo gris. Pantalón celeste y medias blancas.
- Uniforme del arquero (tercero): Buzo negro. Pantalón y medias negras.

### Evolución
El primer uniforme fue totalmente blanco, pero tuvo su primer cambio significativo cuando en 1916, adoptó los colores y el estilo de su escudo modificado ese mismo año. Estos colores fueron los predominantes del club hasta inicios de los años 1930, cuando se llevó a cabo el último cambio, a la postre, el uniforme actual. El uniforme actual consiste de camiseta blanca, que tiene dos líneas partiendo de los hombros hasta el pecho, formando una «V» de color azul, pantalón y medias blancas. Cabe destacar que cuenta con proveedor y patrocinador desde 1979. Se detallan a continuación:
| 1910 | 1912 | 1916 | 1932 | 1933 |

## Rivalidades

### Clásico histórico
Históricamente, el «clásico del oeste» es el partido que enfrenta a Vélez Sarsfield con Ferro Carril Oeste. Desde 1920 (primer encuentro oficial), por torneos oficiales de Primera División organizados por la Asociación del Fútbol Argentino, se han jugado 155 partidos: Vélez Sarsfield ha ganado 61, con 244 goles; Ferro Carril Oeste se ha impuesto en 48, con 196 tantos; y han empatado 46 veces.
Se toman en cuenta todos los partidos oficiales reconocidos por AFA (torneos locales amateurs y profesionales)
Actualizado al 13 de Julio de 2019.
| Rival              | PJ  | PG | PE | PP | GF  | GC  | DIF |
| ------------------ | --- | -- | -- | -- | --- | --- | --- |
| Ferro Carril Oeste | 155 | 61 | 46 | 48 | 244 | 196 | +13 |

Esta añeja rivalidad se debe, principalmente a la azarosa cercanía geográfica que tienen ambas instituciones. El primer enfrentamiento se produjo el 6 de junio de 1920, por la 13.ª fecha del Campeonato de Primera División de la era amateur, con victoria de Vélez Sarsfield por 5:0 en condición de visitante, las 3 goleadas más amplias en la historia fueron para el conjunto dominador del historial Vélez Sarsfield iniciando en el Campeonato de Primera División 1935 (Argentina) donde el "Fortín" se impuso por 7 tantos contra 0 en el segundo cotejo Campeonato de Primera División 1934 (Argentina) el mismo equipo se impuso por 6 a 0 frente al Club Ferro Carril Oeste y en el tercer juego por el Campeonato de Primera División 1946 (Argentina) también ganó el fortín y por 6 a 0 con la diferencia que fue la máxima goleada en Caballito. Luego de más de 150 partidos jugados entre sí; el último enfrentamiento data del 24 de junio de 2000, con victoria del Fortín por 1:0 en condición de visitante. Este partido no ha vuelto a disputarse debido a que ambos clubes no coinciden en la misma categoría.

### Otras rivalidades
- Nueva Chicago: los partidos que disputa contra Chicago no reúnen muchos encuentros pero el límite barrial separado únicamente por la Avenida Emilio Castro crea una fuerte rivalidad. Los partidos disputados por estos clubes son considerados de alto riesgo por las autoridades de seguridad. Es considerado un clásico de barrio.[82][83][84][85][86][87][88]
- All Boys: la rivalidad contra All Boys se debe también a la cercanía geográfica de los barrios de Floresta (representativo de All Boys) y Vélez Sarsfield, Villa Luro, Versalles y Liniers (barrios representativos de Vélez). Este partido es también considerado por parte de la prensa como un clásico de barrio.[89][90][91][92]
- Argentinos Juniors: Al igual que sucede con All Boys y Chicago, la rivalidad con Argentinos Juniors nace a partir de la cercanía geográfica entre los barrios representativos de ambos clubes, Vélez Sarsfield, Villa Luro, Versalles y Liniers por el lado del fortín y La Paternal por el lado del bicho. Además, esta rivalidad se vio acrecentada debido a que ambos obtuvieron varios títulos a lo largo de la historia, Vélez 16 con 5 internacionales y Argentinos Juniors con 5 de los cuales 2 son internacionales también. Por otro lado, sus respectivos clásicos descendieron y se mantuvieron mucho tiempo en el ascenso mientras que el fortín y el bicho militaban en Primera División. Es también dominado como un clásico barrial.[93][94][95]
- San Lorenzo: la rivalidad con San Lorenzo nace a partir del éxito deportivo de Vélez en los años 90 y la decadencia de Huracán -clásico rival de San Lorenzo- en dicha época. Los abruptos títulos conseguidos por el fortín en un lapso tan corto, 15 títulos en 20 años (1993-2013), de los cuales 5 fueron de carácter internacional (entre ellos Libertadores, máximo título continental, e Intercontinental, máximo título mundial a nivel clubes) lo posicionaron firmemente en la discusión acerca del sexto grande, denominación adjudicada antiguamente a Huracán en las primeras décadas del profesionalismo y caída en desuso debido a las malas campañas del globo. Esto, sumado a que San Lorenzo no había logrado ganar ningún título internacional CONMEBOL hasta el 2001 ni la Copa Libertadores recién hasta 2014, el descenso de sus respectivos clásicos rivales (Ferro, rival de Vélez, y Huracán, rival de San Lorenzo), más el fogueo de la prensa y parte de la dirigencia velezana, acrecentaron la rivalidad a tal punto que se sucedieron varios hechos de violencia, que llegaron incluso a terminar con la muerte de hinchas de ambos bandos.[96][97] De hecho, San Lorenzo es el club más referenciado en el cancionero del fortín. Sin embargo, tras la vuelta a primera de Huracán, la intensidad de esta rivalidad a mermado un poco.[98][99][100][101][102][103]
- Huracán: la rivalidad con Huracán se da a partir del posicionamiento de Vélez en la discusión del sexto grande. Pero, además, se acrentó exponencialmente a partir de la definición del Torneo Clausura 2009 donde ambos clubes se enfrentaron en la última fecha con la particularidad de ser los únicos dos con chances de salir campeón. Huracán venía primero y Vélez como escolta; el partido se jugó en Liniers, y tras varias polémicas, el fortín derrotó al globo y se quedó con el campeonato dejando a Huracán, que venía puntero, con el grito ahogado y en segundo puesto.[104][105][106][107][108][109]
- Estudiantes: al igual que sucede con el globo, la rivliadad con Estudiantes surge a partir de la discusión sobre el sexto grande, ya que ambos son los clubes más fuertemente posicionados. De hecho, son los dos clubes más ganadores luego de los 5 grandes y, además, ambos cuentan con más títulos internacionales CONMEBOL-FIFA que San Lorenzo y Racing (3 cada uno), Vélez con 5 y Estudiantes con 6. También, esta rivalidad se vio acrecentada debido a que pinchas y fortineron compartieron amistad por más de veinte años, amistad que se disolvió a principios del siglo XX, cuando en el año 2003 Vélez peleaba el campeonato y se enfrentó a Estudiantes en una de las últimas fechas. El equipo platense se llevó el triunfo y los hinchas velezanos comenzaron a insultar a Bilardo, en ese momento DT de Estudiantes y símbolo histórico de la institución. Los pincharrata respondieron con insultos para con la gente de Liniers y esta larga amistad se disolvió.[110][111][112] Vélez y Estudiantes son dos de los clubes más exitosos y tradicionales del fútbol argentino, incluso ambos se encuentran en la lista de clubes clásicos de la FIFA, junto con otros 9 equipos del país.[113]
- Los otros grandes: Boca Juniors, River Plate, Independiente (con el que mantiene un historial favorable) y Racing debido a los reiterados encuentros disputados entre sí a lo largo de la historia, las definiciones y el éxito deportivo.

## Estadísticas
Participa en la máxima categoría del fútbol argentino, la Primera División, y en ella tiene los honores de haber sido uno de sus dieciocho miembros fundadores en el primer campeonato profesional de 1931, ser uno de los equipos con mayor trayectoria en la misma (94 temporadas) y jamás haber finalizado en la última posición de sus campeonatos. Es uno de los clubes más laureados en esta competición, habiéndola ganado en 11 ocasiones, lo cual lo ubica al club en el 5.º lugar tanto en su tabla de campeones como en su clasificación histórica, la cual comprende los puntajes obtenidos por todos los equipos que alguna vez participaron en alguno de sus campeonatos oficiales. El club se mantiene desde 1944 en ella, conformando un registro de permanencia de 84 temporadas consecutivas, siendo así el segundo club con más años en primera (por detrás de Boca Juniors). En 1991, la Primera División adoptó un sistema de Torneos Apertura y Clausura, siendo Vélez Sarsfield el primero en ganar dos campeonatos sucesivos con el nuevo sistema. Como hecho anecdótico, fue el primer club en consagrarse campeón luego de un triangular final: Fue en el Campeonato Nacional 1968, al empatar con River Plate y vencer a Racing por 4:2. Además, su coronación en el Torneo Apertura 1995 fue la primera del fútbol argentino conseguida desde que se otorgan tres puntos por un partido ganado. A los once campeonatos ganados en la Primera División, se le suma dos copas nacionales, con lo cual el club totaliza 13 títulos a nivel nacional.
En cuanto a participaciones en competencias internacionales organizadas por la Confederación Sudamericana de Fútbol (CONMEBOL) y la Federación Internacional de Fútbol Asociación (FIFA), es el 5.º club argentino con más participaciones en estos torneos, con 34. Vélez Sarsfield es uno de los ocho equipos de América del Sur —y uno de los 3 clubes de Argentina— en conseguir un triplete. Sucedió en el año 1996, con la obtención del Torneo Clausura, la Supercopa Sudamericana y la Copa Interamericana. Fue el primer equipo argentino que logró vencer al Cruzeiro en condición de visitante —1:0 en el partido de ida de la Final de la Supercopa 1996— y el primero en consagrarse campeón de la Copa Libertadores de América en Brasil (1994). Entre los clubes argentinos, es el 4.º mejor ubicado en la tabla acumulada de puntos logrados en la Copa Libertadores de América y el 5.to en la clasificación de equipos argentinos que más títulos internacionales oficiales con cinco. Vélez Sarsfield fue campeón del mundo en 1994 al ganar la Copa Intercontinental de ese año. Gracias a eso, es uno de los 30 clubes en haber ganado el máximo campeonato de clubes de fútbol a nivel mundial y uno de los seis dentro de su país.
En el cómputo global, el club totaliza 18 títulos oficiales de carácter nacional e internacional —a los efectos, los torneos oficiales de Primera División organizados en el profesionalismo por la AFA; y las copas de la CSF y la FIFA.
Se estima que unos 800 futbolistas fueron los que compitieron para el primer equipo de la institución. Fabián Cubero, actualmente en actividad, con más de 550 partidos disputados en quién más veces vistió «La V azulada». A su vez, Carlos Bianchi, con 206 goles anotados es el máximo goleador de su historia, y siendo además el 10.º del fútbol argentino. Entre sus jugadores, se destacó el arquero José Luis Chilavert, de nacionalidad paraguaya, el cual estableció múltiples récords; entre ellos, ser el arquero más goleador en la historia del fútbol argentino, y el primero del mundo en anotar un hat-trick.
Durante el profesionalismo en el fútbol argentino (desde 1931 hasta la actualidad), el club estableció varias goleadas, siendo la máxima, un 11:0 ante Huracán de Ingeniero White en el Campeonato Nacional 1968 y un 8-0 a Independiente en 1945, la segunda mayor. En competencias internacionales, la máxima goleada ocurrió en 2006, en la Copa Libertadores de ese año, al golear al Rocha Fútbol Club de Uruguay por 0-5.

### Datos futbolísticos del club
Resumen estadístico de la era profesional del fútbol argentino (1931-actualidad)
- Ubicación en la tabla histórica de Primera División: 5.º
- Temporadas en Primera División: 94 (1931-1940, 1944 - Presente).[n 1]
- Temporadas en segunda división: 3 (1941-1943)[117]
- Mejor ubicación en Primera División: 1.º en once ocasiones (1968, 1993, 1995, 1996, 1998, 2005, 2009, 2011, 2012, 2012/13 y 2024).
- Mejor ubicación en segunda división: 1.º (1943)[117]
- Peor ubicación en Primera División: 27.º de 30, una vez (2015).
- Peor ubicación en segunda división: 4.º (1941)[117]
- Mayor goleada a favor en Primera División: 11-0 a Huracán de Ingeniero White, en el Campeonato Nacional 1968.
- Mayor goleada a favor en segunda división: 8-0 a Sportivo Dock Sud, en el Campeonato de 1941.[117]
- Mayor goleada en contra en Primera División: 7-0 con Estudiantes de La Plata, en el Campeonato 1951.
- Mayor goleada en contra en segunda división: 1-3 con Defensores de Belgrano, en el Campeonato 1941.[117]
- Mayor serie invicta: 19 partidos, desde el 5 de abril de 1998 (9.ª fecha del Clausura) hasta el 28 de agosto de ese año (8.ª fecha del Apertura).

Resumen estadístico de torneos internacionales (1980-2025)
- Participaciones en copas internacionales: 36
- Ediciones disputadas de la Copa Libertadores de América:[118] 18 (1980, 1994, 1995, 1997, 1999, 2001, 2002, 2004, 2006, 2007, 2010, 2011, 2012, 2013, 2014, 2021, 2022, 2025)
- Ediciones disputadas de la Copa Intercontinental:[119] 1 (1994)
- Ediciones disputadas de la Copa Interamericana:[120] 1 (1996)
- Ediciones disputadas de la Supercopa:[121] 3 (1995, 1996, 1997).
- Ediciones disputadas de la Recopa:[122] 2 (Recopa Sudamericana 1995, Recopa Sudamericana 1997)
- Ediciones disputadas de la Copa Sudamericana:[123] 8 (2003, 2005, 2006, 2009, 2010, 2011, 2013, 2020)
- Ediciones disputadas de la Copa Mercosur:[124] 4 (1998, 1999, 2000, 2001)
- Ediciones disputadas de la Copa Conmebol:[125] 1 (1992)
- Mejor ubicación en torneos internacionales: 1.º
- Peor ubicación en torneos internacionales: eliminado en Primera Ronda.
- Mayor goleada a favor en torneos internacionales: 5-0 de visitante a Rocha de Uruguay, en la Copa Libertadores 2006,[126]
- Mayor goleada en contra en torneo internacionales: 1-5 de visitante contra São Paulo, en la Supercopa Sudamericana 1997.[127]

### Total de partidos oficiales
El total de partidos oficiales disputados por Vélez Sarsfield en torneos organizados por AFA -Ligas y Copas nacionales-, Conmebol o FIFA -Torneos internacionales- desde su afiliación hasta la actualidad, teniendo en cuenta que se desconocen los cotejos jugados y resultados de las ligas de 1912 y 1913; y la cantidad de goles anotados y recibidos de los torneos de 1914 y 1915.
| Competición                          | PJ   | PG   | PE   | PP   | GF   | GC   | Mejor resultado  |
| ------------------------------------ | ---- | ---- | ---- | ---- | ---- | ---- | ---------------- |
| Era profesional                      |      |      |      |      |      |      |                  |
| Primera División                     | 3136 | 1283 | 893  | 960  | 4703 | 4006 | Campeón (11)     |
| Copas nacionales                     | 58   | 24   | 15   | 19   | 93   | 88   | Campeón          |
| Segunda división                     | 100  | 58   | 20   | 22   | 231  | 113  | Campeón          |
| Copas internacionales                | 212  | 93   | 58   | 61   | 283  | 222  | Campeón (3)      |
| Subtotal era profesional             | 3506 | 1458 | 986  | 1062 | 5310 | 4429 | Campeón 17 veces |
| Era amateur                          |      |      |      |      |      |      |                  |
| Primera División                     | 336  | 125  | 83   | 128  | 432  | 449  | Subcampeón       |
| Copas nacionales                     | 22   | 8    | 2    | 12   | 22   | 36   | Cuartos de final |
| Segunda división                     | 108  | 55   | 25   | 28   | 113  | 89   | Subcampeón       |
| Copas nacionales de segunda división | 9    | 5    | 0    | 4    | 13   | 10   | Semifinal        |
| Tercera división                     | ?    | ?    | ?    | ?    | ?    | ?    | Subcampeón       |
| Subtotal era amateur                 | 475  | 193  | 110  | 172  | 580  | 584  | Subcampeón       |
| Total                                | 3956 | 1641 | 1097 | 1218 | 5884 | 4984 | Campeón (17)     |

Nota: En negrita competiciones activas.
Actualizado al 27 de enero de 2018.

### Reconocimiento oficial
Se consolida la trascendencia e importancia del Club Atlético Vélez Sarsfield en el ámbito futbolístico internacional al ser reconocido por la FIFA como uno de los integrantes de la «galería de clubes clásicos» para el fútbol argentino. Además dicha federación lo reconoce como uno de los 30 clubes campeones del mundo y se encuentra entre las principales posiciones estimadas por la RSSSF, tanto en el ámbito continental como en el escenario local. Además, el club se ha destacado por sus reiteradas participaciones en competiciones internacionales.
Por su parte, la IFFHS lo coloca en el puesto 46.º en la clasificación histórica del Ranking Mundial de Clubes entre 1991 y 2009. Además, se encuentra en el 5.º lugar como Mejor Club de Sudamérica del siglo XXI y 28.º en el ranking del Mejor Club del Mundo del siglo XXI para la mencionada institución.
En el año 2011 se ubicó en el 3.º puesto del Ranking Mundial Anual de Clubes en dicha entidad, detrás del FC Barcelona y del Real Madrid, también fue 10.º en 1994, 23.º en 1997 y 22.º en 1999. Además, fue elegido como el mejor club del mes del mundo según la IFFHS en junio del 2011 y febrero de 2012.
Vélez Sarsfield obtiene el reconocimiento de la Confederación Sudamericana de Fútbol, quien elabora un ranking histórico de cada país del continente americano, al ubicarse en la 6.ª posición hasta el año 2012. Además, es uno de los clubes más populares de Argentina.
En 2013, Vélez Sarsfield recibió una invitación de parte de la ECA (Asociación de Clubes Europeos) para representar, entre otros a Sudamérica, en un evento especial que reúne a importantes clubes de todo el mundo en Doha – Catar. La ECA - reconocida formalmente por UEFA y FIFA- representa, entre otras instituciones, a Barcelona, Real Madrid, Juventus, Milan, Bayern Múnich, París Saint-Germain, Manchester United, Ajax.

#### El club y el debate del «sexto grande»
Diferentes estudios, encuestas y sondeos ubican a Vélez Sarsfield como uno de los seis clubes nacionales, los otros son Estudiantes de La Plata, Huracán, Newell's Old Boys, Rosario Central que reclaman ser reconocidos como sexto grande del fútbol argentino.
Aunque no existe un consenso homogéneo sobre cuáles deberían ser las variables de análisis para establecer si un equipo puede ser o no considerado «grande», los que se han mencionado como relevantes son: la cantidad de torneos nacionales e internacionales obtenidos en la historia del profesionalismo, el número de socios 73.322, la permanencia en Primera División o la cantidad de entradas vendidas.
Entre los cinco clubes, es el de mayor cantidad de títulos nacionales obtenidos (10), el mejor posicionado en la tabla histórica del fútbol argentino, el de mayor cantidad de participaciones en torneos internacionales y el que más títulos oficiales ha sumado en total en toda la historia del fútbol argentino.
En cuanto a la concurrencia de los simpatizantes, en gran parte de las encuestas se ubica en los primeros lugares. Desde el comienzo de los llamados «torneos cortos», en 1991, y hasta 2004, el club se ubicó como el 6.º en cantidad de entradas vendidas luego de los llamados «cinco grandes». Esto último sucede también con el total de localidades expendidas entre el inicio del profesionalismo y 1999; y hasta 2009, donde se ubica entre los siete primeros. Estos cómputos, igualmente, son parciales, al no contemplarse como «entrada o ticket de venta» el acceso de los socios de las instituciones a los partidos disputados en condición de local. Esto deriva en que haya varios sondeos que afirmen otros datos.

## Jugadores
Para ver datos estadísticos de los jugadores del club, ver Estadísticas de los jugadores del Club Atlético Vélez Sarsfield.

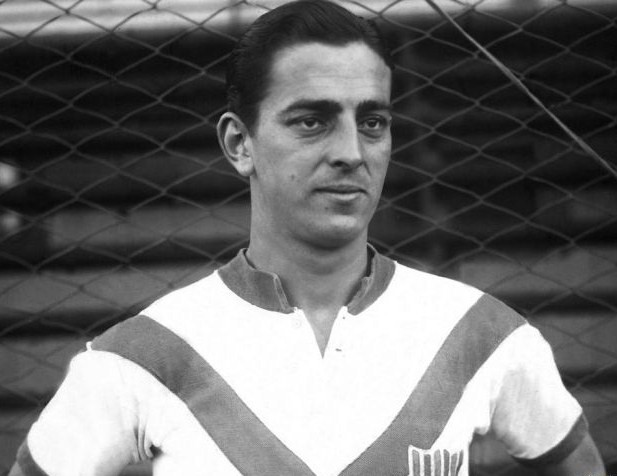
Victorio Spinetto, uno de los máximos ídolos del club, jugador del primer equipo en los años 1950.

La AFA, en la actualidad, permite a los clubes bajo su órbita, tener en sus planteles un máximo de cuatro jugadores extranjeros; y aunque en otras épocas no había restricciones. Históricamente ha formado su plantilla con elementos argentinos, aunque ha contado con algunos foráneos, siendo los uruguayos quienes predominan en este rubro. Se estima, además, que unos 800 jugadores han disputado partidos con el primer equipo de la entidad.

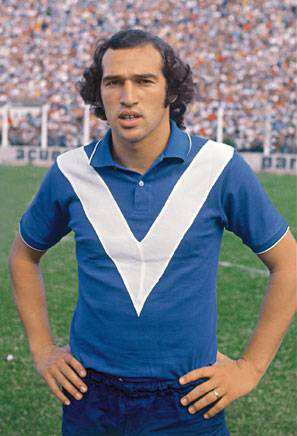
Bianchi es el máximo goleador de la historia de Vélez y decimocuarto goleador de la historia de la Primera División de argentina

De las divisiones inferiores de "El Fortín" surgieron futbolistas muy destacados y talentosos, a modo de ejemplo podemos nombrar a Victorio Spinetto, Miguel Ángel Rugilo, Juan José Ferraro, Norberto Conde, Carmelo Simeone, José Miguel Marín, Carlos Bianchi, Julio Daniel Asad, Raúl Cardozo, los hermanos Zárate (Sergio, Rolando y Mauro), Diego Simeone, Mauricio Pellegrino, Christian Bassedas, José Oscar Flores, Omar Asad, Claudio Husaín, Pablo Cavallero, Fabián Cubero, Lucas Castromán, Jonás Gutiérrez, Nicolás Otamendi, Ricardo «Ricky» Álvarez, Jonatan Cristaldo y Thiago Almada.
Además han pasado por sus planteles, jugadores formados en otras instituciones, de la talla de Ludovico Avio, Daniel Willington, Iselín Santos Ovejero, Jorge Solari, Vladislao Cap, Ermindo Onega, Carlos Squeo, Omar Larrosa, Daniel Killer, Norberto Alonso, Nery Pumpido, Luis de la Fuente y Hoyos, José Luis Cucciufo, Leonardo Rodríguez, Alejandro Mancuso, Ricardo Gareca, Juan Gilberto Funes, Oscar Ruggeri, Ubaldo Fillol, Sergio Goycochea, José Basualdo, José Luis Chilavert, Maximiliano Morález, Augusto Fernández, Lucas Pratto, Fernando Gago, Ricardo Centurión y Diego Godín, entre otros.

### Plantel 2025
- Los equipos argentinos están limitados por la AFA a tener un cupo máximo de seis jugadores extranjeros, aunque solo cinco podrán firmar la planilla del partido.[147]

## Entrenadores

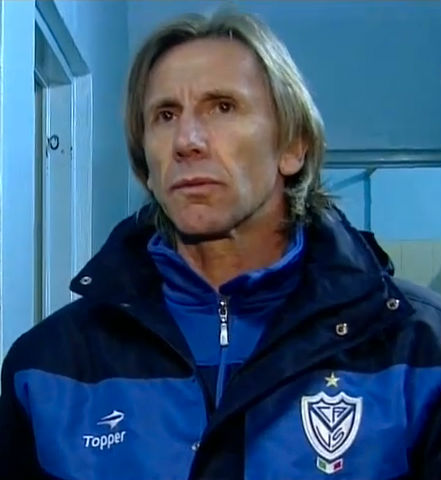
Ricardo Gareca fue entrenador de Vélez Sarsfield desde 2009 hasta 2013 y retornó en 2023. Mientras fue entrenador, Vélez Sarsfield obtuvo un total de 4 títulos de la Primera División de Argentina.

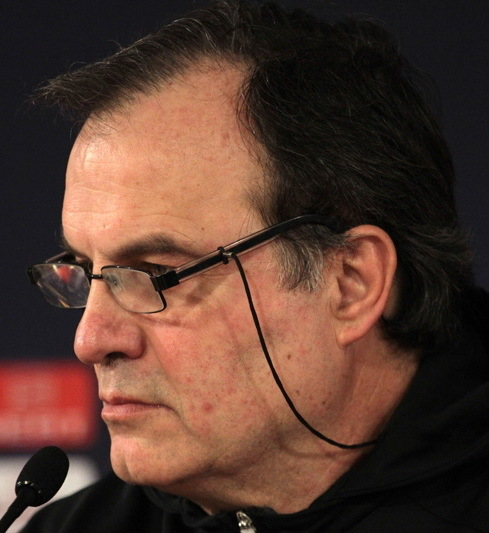
Marcelo Bielsa fue entrenador de Vélez Sarsfield de 1997 a 1998. Bajo su gestión, Vélez Sarsfield se coronó campeón del Torneo Clausura 1998.

El club tuvo más de 70 entrenadores de fútbol a lo largo de su historia. El primero fue Luis Martín Castellano, quién dirigió en la institución de 1928 a 1936, siendo a su vez el primer entrenador del fútbol argentino.
Carlos Bianchi, entrenador del equipo campeón del mundo en 1994, es el entrenador más ganador en la historia de Vélez Sarsfield con seis títulos oficiales (campeón de la Copa Intercontinental y Copa Libertadores de América de 1994, la Copa Interamericana 1996 y de los torneos Clausura 1993, Apertura 1995 y Clausura 1996). También fue subcampeón del Torneo Apertura 1993 y de la Recopa Sudamericana 1995, tras caer en la final con Independiente.
Los demás títulos fueron obtenidos bajo la gestión técnica de Ricardo Gareca (cuatro títulos domésticos); Osvaldo Piazza (campeón de la Supercopa Sudamericana 1996 y la Recopa Sudamericana 1997, además de haber dirigido al equipo en las últimas cuatro fechas del Clausura 1996); Manuel Giúdice (que consiguió el primer título oficial del club en 1968); Miguel Ángel Russo en 2005 y Marcelo Bielsa en 1998. José Oscar Flores obtuvo, por su parte, la Supercopa Argentina 2013. Además, otro de los entrenadores que se destacan es Victorio Luis Spinetto, que fue el entrenador que dirigió por más tiempo al primer equipo con un total de 674 partidos oficiales, secundado en este rubro por José Luis Boffi con 274 partidos.

### Listado de entrenadores
- Luis Martín Castellano (1928 – 1936)[149]
- José Luis Boffi (1936 – 1940)
- Domingo Tarasconi (1941 – 1942)
- Victorio Spinetto (1942 – 1955)
- Ángel Perucca (1956)
- Osvaldo Bottini (1956 – 1957)
- Victorio Spinetto (1958)
- Roberto Sbarra (1959)
- Victorio Spinetto (1960 – 1962)
- Roberto Sbarra (1963)
- Juan José Ferraro (1964)
- Jorge Ismael Ruiz (1965 – 1966)
- Victorio Spinetto (1966 – 1967)
- Carlos Cavagnaro (1967 – 1968)
- Manuel Giúdice (1968)
- José D'Amico (interino) (1969)
- Jim Lopes (1969)
- Alfredo Bermúdez (1970)
- Andrés Prieto (1971)
- Osvaldo Zubeldía (1972 – 1973)
- Enrique Omar Sívori (1973)
- Luis Carniglia (1974)
- Pedro Dellacha (1974 – 1975)
- Víctor Rodríguez (1975)
- Juan Urriolabeitia (1976)
- José Sanfilippo (diciembre 1976)
- Delém (1976 – 1977)
- Carlos Cavagnaro (1977 – 1978)
- Miguel Ignomiriello (1978)
- Antonio D´Accorso (1979)
- Juan Carlos Montaño - Antonio Cielinsky (1979)
- Jorge Solari (1980)
- Juan Carlos Montaño (1981)
- Juan Carlos Lorenzo (1982 – 1983)
- Roberto Rogel (1983)
- Alfio Basile (1984 – 1985)
- Pedro Marchetta (1986)
- José Yudica (1986 – 1987)
- Daniel Willington (1988)
- Mario Zanabria (1989)
- Alfio Basile (1 de julio de 1989 – 30 de junio de 1990)
- Héctor Veira (1991)
- Roberto Rogel (1991 – 1992)
- Eduardo Luján Manera (1992)
- Roberto Mariani (1992)
- Carlos Bianchi (21 de febrero de 1993 – 29 de junio de 1996)[150]
- Osvaldo Piazza (30 de junio de 1996 – agosto de 1997)
- Marcelo Bielsa (agosto de 1997 – 30 de junio de 1998)
- Eduardo Solari (1 de julio de 1998 – 16 de noviembre de 1998)
- Julio César Falcioni (17 de noviembre de 1998 – diciembre de 1998)
- Eduardo Luján Manera (enero de 1999 – junio de 1999)
- Julio César Falcioni (julio de 1999 – 11 de septiembre de 2000)
- Óscar Tabárez (19 de septiembre de 2000 – 2 de abril de 2001)
- Carlos Compagnucci (3 de abril de 2001 – 30 de agosto de 2001)
- Edgardo Bauza (septiembre de 2001 – 30 de junio de 2002)
- Carlos Ischia (2 de mayo de 2002 – 30 de junio de 2004)
- Alberto Fanesi (1 de julio de 2004 – 31 de diciembre de 2004)
- Mario Zanabria (17 de mayo de 2004 – 23 de junio de 2004)
- Miguel Ángel Russo (1 de julio de 2004 – diciembre de 2006)
- Ricardo La Volpe (1 de enero de 2007 – 15 de noviembre de 2007)
- Pedro Larraquy (interino) (2007)
- Hugo Tocalli (1 de diciembre de 2007 – 31 de diciembre de 2008)
- Ricardo Gareca (16 de diciembre de 2008 – 20 de diciembre de 2013)
- José Oscar Flores (26 de diciembre de 2013 – 31 de diciembre de 2014)
- Miguel Ángel Russo (1 de enero de 2015 – 29 de octubre de 2015)
- Christian Bassedas (13 de noviembre de 2015 – 25 de septiembre de 2016)
- Omar De Felippe (30 de septiembre de 2016 – 7 de noviembre de 2017)
- Marcelo Gómez (interino) (noviembre – diciembre 2017)
- Gabriel Heinze (12 de diciembre de 2017 – 12 de noviembre de 2019)
- Mauricio Pellegrino (17 de abril de 2020 – 23 de marzo de 2022)
- Julio Vaccari (24 de marzo de 2022 – 24 de mayo de 2022)
- Alexander Medina (30 de mayo de 2022 – 25 de febrero de 2023)
- Ricardo Gareca (8 de marzo de 2023 – 4 de junio de 2023)
- Marcelo Bravo (interino) (2023)
- Sebastián Méndez (27 de junio de 2023 – 8 de diciembre de 2023)
- Gustavo Quinteros (23 de diciembre de 2023 – 25 de diciembre de 2024)
- Sebastián Domínguez (6 de enero de 2025 – 2 de marzo de 2025)
- Marcelo Bravo (interino) (2025)
- Guillermo Barros Schelotto (18 de marzo de 2025 – Presente)

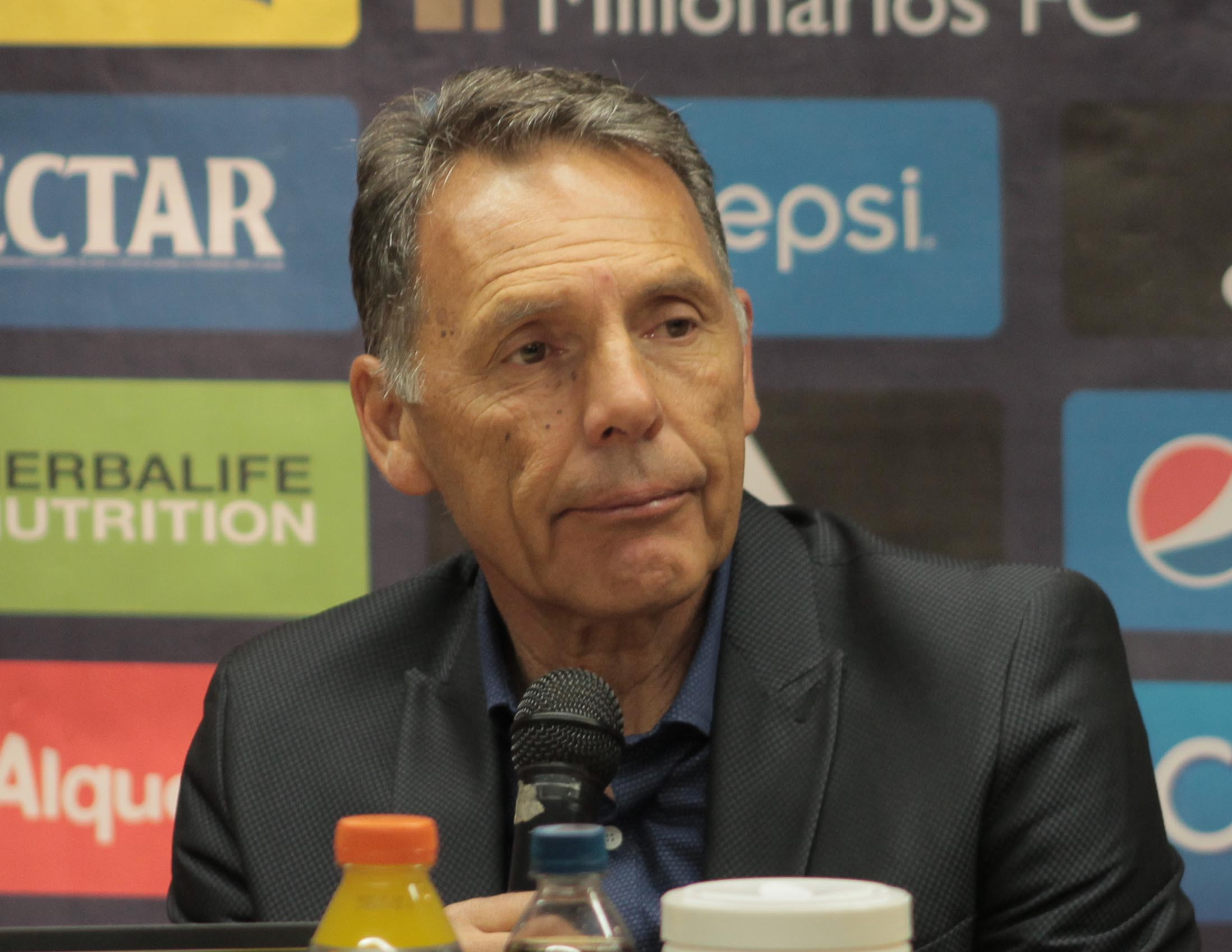
Miguel Ángel Russo fue entrenador de Vélez 2005-2006 - 2015. Sacó campeón al Fortín después de siete años ganando el Torneo Clausura 2005

Entrenadores con palmarés
| Entrenador                 | Período                                 | Partidos | Títulos | Detalle |
| Carlos Bianchi             | 1993-1996                               | 149      | 6       | Torneo Clausura 1993 Copa Libertadores de América 1994 Copa Intercontinental 1994 Torneo Apertura 1995 Copa Interamericana 1996 Torneo Clausura 1996 |
| Ricardo Gareca             | 2009-2013 2023                          | 254      | 4       | Torneo Clausura 2009 Torneo Clausura 2011 Torneo Inicial 2012 Campeonato de Primera División 2012/13                                                 |
| Osvaldo Piazza             | 1996-1997                               | 58       | 3       | Torneo Clausura 1996 Supercopa Sudamericana 1996 Recopa Sudamericana 1997                                                                            |
| Guillermo Barros Schelotto | 2025                                    | en curso | 1       | Supercopa Internacional 2024 |
| Miguel Ángel Russo         | 2005-2006 2015                          | 94       | 1       | Torneo Clausura 2005 |
| Gustavo Quinteros          | 2024                                    | 51       | 1       | Campeonato de Primera División 2024 |
| José Oscar Flores          | 2014                                    | 48       | 1       | Supercopa Argentina 2013 |
| Marcelo Bielsa             | 1997-1998                               | 42       | 1       | Torneo Clausura 1998 |
| Manuel Giúdice             | 1968                                    | 40       | 1       | Campeonato Nacional 1968 |
| Victorio Luis Spinetto     | 1942-1943 1944-1955 1958 1961 1966-1967 | 674      | 1       | Campeonato de Segunda División 1943 |

1. ↑  Debido a la reestructuración realizada por la AFA, el Torneo Nacional 1985 y el Campeonato de Primera División 1985/86 se consideran dos temporadas distintas. Del mismo modo, los campeonatos de 2014 y de 2016 son tomados como una temporada completa. Esto explica que hayan 75 temporadas, y no 73, entre 1944 y 2016/17.
2. 1 2  Carlos Bianchi dirigió hasta la fecha 15 del Torneo Clausura 1996, éste abandonó su cargo y las últimas cuatro fechas las dirigió Osvaldo Piazza. Se considera compartido por ambos entrenadores.

## Formativo
Para ver los logros conseguidos por el fútbol base, ver palmarés del fútbol base del Club Atlético Vélez Sarsfield
El fútbol base de Vélez Sarsfield, conocido como «La Fábrica», es una de las más laureadas, reconocidas, y valuadas de Argentina. Su objetivo es promover futbolistas con gran futuro al primer equipo. Abarca divisiones desde la edad de trece años hasta la de veinte antes de acceder a la plantilla mayor. Cuenta con un equipo de reserva, que disputa el Torneo de Reserva y equipos de fútbol infantil, para niños menores de 12 años. Incluye también una sección adicional, de fútbol de carácter recreativo.
Por ella se han formado jugadores como Osvaldo Zubeldía, Julio César Falcioni, Carlos Bianchi, Carlos Ischia, Diego Simeone, Turu Flores, Christian Bassedas, Mauricio Pellegrino, Martín Posse, Fabián Cubero, Rolando Zárate, Lucas Castromán, Leandro Somoza, Mauro Zárate, Juan Manuel Martínez, Nicolás Otamendi, Ricardo Álvarez, Agustín Moris, Matías"Monito" Vargas, Nicolás Domínguez, Thiago Almada, entre otros. Tal es su relevancia, que muchos equipos de Primera División y de Europa han sido reforzados con numerosos futbolistas formados en el club de Liniers.
Los equipos disputan sus partidos como local en la Villa Olímpica Raúl Héctor Gámez; mientras que el fútbol recreativo se realizan en las canchas que posee el polideportivo de la institución.
Torneo reserva y divisiones inferiores
| Competición           | Títulos                                                     |
| --------------------- | ----------------------------------------------------------- |
| Torneo de Reserva (6) | 1926 (AAmF), 1927, 1933, 1995, 2023, Apertura 2025.         |
| Cuarta División (7)   | 1975, 1976, 1977, 1978, 1993, 2006, 2013,                   |
| Quinta División (9)   | 1963, 1990, 2001, 2007, 2013, 2019, 2022, 2024              |
| Sexta División (6)    | 1957, 1967, 1987, 2005, 2011, 2024                          |
| Séptima División (8)  | 1961, 1987, 1990, 2002, 2005, 2009, 2017, 2024              |
| Octava División (7)   | 1964, 1987, 1991, 2010, 2018, 2021, 2024                    |
| Novena División (10)  | 1951, 1952, 1953, 1956, 1958, 2001, 2001, 2005, 2017, 2021. |

## Secciones
Vélez Sarsfield fue fundado en 1910 inicialmente como un club de fútbol. Sin embargo, durante la segunda presidencia de José Amalfitani, el club adquirió un carácter polideportivo, lo cual le hizo llevar a cabo varios deportes, los cuales son organizados y llevados a cargo del Departamento Deportivo de la institución. Entre los deportes desarrollados se encuentra el atletismo (masculino y femenino), el baloncesto (masculino y femenino), el balonmano, el béisbol, el boxeo, el cestoball, el ciclismo, la gimnasia artística, la halterofilia, el hockey (sobre césped y patines), la lucha, la natación (masculina y femenina), el tenis (masculino y femenino), y el voleibol. Gran parte de estas disciplinas han tenido un gran éxito, con logros variados en distintos momentos y circunstancias.
El club también desarrolla dentro del club a cargo del Departamento de Cultura diversas actividades culturales, como la enseñanza de diversos idiomas, danzas, juegos de mesa, entre otras. Además, promueve la enseñanza primaria, secundaria, bachilleratos y diversos cursos de capacitación.
Todas estas actividades se realizan en las instalaciones de la institución, las cuales fueron acondicionadas paulatinamente para poder realizar la práctica de dicha actividad correctamente. En algunas ocasiones, debido a las exigencias económicas para mantener las secciones, la Comisión Directiva tuvo que ir reduciendo presupuesto a algunas de sus secciones, o eliminarlas para dedicar más esfuerzos al fútbol, principal actividad deportiva del club. Detrás del fútbol, por difusión e importancia, se encuentran el baloncesto y el voleibol que se detallan a continuación:

### Baloncesto
El club cuenta con una sección de baloncesto —conocido como básquet en Argentina— que incluye un equipo masculino, uno femenino y equipos juveniles de ambos sexos de diferentes edades y categorías. Esta sección fue creada en 1954 por iniciativa de José Amalfitani, convirtiéndose en uno de los deportes más importantes del club, con la conformación de los mencionados equipos y la construcción del Estadio Víctor Barba, pabellón del club ubicado en el cuarto piso de la sede del club. Es uno de los clubes más laureados del básquet argentino.

#### Femenino
La elevada relevancia de la sección también se le atribuye a los logros alcanzados por el equipo femenino, el más exitoso del país, ganador de la máxima competición de baloncesto femenino a nivel de clubes en Argentina en 9 ocasiones y de diversos títulos a nivel metropolitano. Además, fue subcampeón del Campeonato Sudamericano Femenino de Clubes en 1996 y semifinalista en 1987.
Debido al éxito del club a nivel nacional, son varias las jugadoras del club que fueron llamadas para representar a la selección femenina de baloncesto de Argentina en reiterados torneos internacionales. Sus últimas actuaciones en torneos nacionales fueron en la Temporada 2021 de la Liga Femenina de Básquetbol y la Liga Federal Femenina de Básquetbol 2022.

### Vóleibol
La actividad de este deporte en el club inició en el año 1956, con la formación de un equipo que comenzó a participar en la tercera categoría de ascenso del voleibol argentino. Los equipos de voleibol disputan sus partidos en condición de local en el Estadio Ana Petracca, ubicado en el Polideportivo del Club en Buenos Aires.
La rama masculina y femenina participan de los torneos de la Federación Metropolitana de Voleibol (FMV) y de la Liga Femenina de Voleibol Argentino, respectivamente. En ambos sexos, el club ha obtenido campeonatos oficiales nacionales y metropolitanos, destacándose, entre ellos, cinco ligas metropolitanas por parte de los caballeros y una Liga Nacional por parte de las damas. En 2021, sin embargo, la comisión directiva del club anunció la discontinuidad del plantel femenino aduciendo falta de presupuesto, lo que le llevó a disputar la Liga Femenina de voleibol argentino de 2022 con un equipo juvenil que no pudo sostener la categoría y por tanto descendió a la Liga Federal.

### Otros deportes de conjunto
- Béisbol: El club Vélez Béisbol fue fundado en 1994. Conocidos como Tiburones, posee además equipos juveniles, un estadio en Ezeiza para ejercer sus partidos de local. En 2014, el primer equipo se consagró campeón de la Liga Metropolitana, la máxima competencia a nivel de clubes en Argentina.[170]
- Balonmano: El club está afiliado a la Federación Metropolitana de Balomnano. Cuenta con equipos compitiendo a nivel nacional y metropolitano.[171]
- Hockey sobre césped: En 1996, se afilió a la Asociación Amateurs de Hockey de Buenos Aires.[172] Desde entonces, compite en los torneos organizados por la Asociación. El equipo de hockey masculino compite en la máxima categoría.

### Deportes individuales
- Atletismo
- Natación
- Ciclismo
- Gimnasia artística
- Tenis
- Halterofilia
- Artes marciales

## Celebraciones

### Centenario (1910-2010)

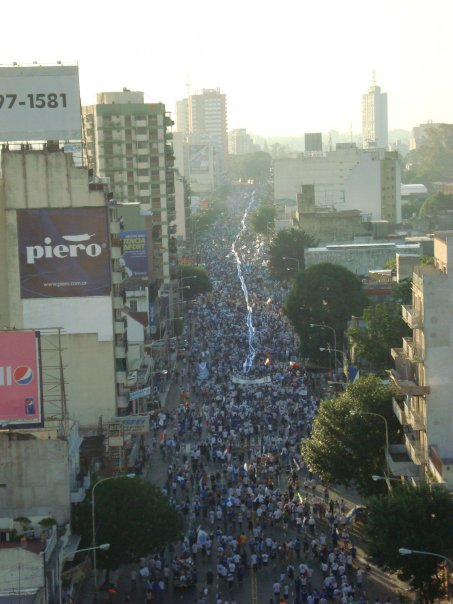
Entre los festejos por el centenario del club, se realizó una caravana, que convocó a 70 mil personas.

A lo largo del año 2010 el Club celebró su centenario (1910-2010) de su fundación, con una serie de festejos, que empezaron el 1 de enero del año 2010 y terminaron el 1 de enero del año siguiente.
En este contexto, la Asociación del Fútbol Argentino (AFA) y la Conmebol felicitaron oficialmente a la Institución por el Centenario y reconocieron su trascendencia en Argentina y América del Sur.
Ese mismo año, entre otros festejos, se celebró el 1 de diciembre de 2010 un partido ante la Associazione Calcio Milan, conmemorando el partido disputado por la Copa Intercontinental 1994.

### Títulos deportivos
Cuando Vélez Sarsfield obtiene un título deportivo, tiene dos tipos de celebraciones: una es de carácter institucional que consiste en una reunión organizada por la Comisión Directiva en la sede del club, conocido como Encuentro de los campeones que se realiza a fin de año. Allí se instala un escenario para que los deportistas laureados a lo largo del año puedan ser vistos para los fortineros que acuden en masa a cada celebración, habiendo sido la consecución de los títulos de fútbol los de mayor relevancia.
Por otra parte, los hinchas celebran la consecución de los títulos concentrándose en los alrededores del Estadio José Amalfitani e instalaciones de la institución. Aunque también suelen reunirse en el Obelisco de Buenos Aires, o en el Aeropuerto Internacional de Ezeiza; en esta última, se concentran los hinchas para recibir a los jugadores en el caso de que hayan obtenido un título fuera del país. Esta clase de festejos suelen variar, según la circunstancia en la que se obtenga el título.

### Día del hincha de Vélez Sarsfield
El club celebra anualmente el «Día del hincha de Vélez» el 1 de enero, convocando a los hinchas para conmemorar el propio día y para festejar el cumpleaños de la institución. Los hinchas suelen reunirse en las zonas cercanas al Estadio José Amalfitani, con banderas, instrumentos de percusión, fuegos artificiales y efectuando cantos simbólicos del club.
Anteriormente, este día se intentó conmemorar los 12 de marzo de cada año, en honor a Jorge Guinzburg, fallecido ese día en 2008. Sin embargo, en 2014, fue elegido por votación el 1 de enero como el «Día del Hincha de Vélez», fecha que fue seleccionada entre éste y varios hechos históricos del club, en homenaje a la multitudinaria caravana efectuada el 1 de enero de 2010 al conmemorarse los primeros 100 años de la fundación del Club.

## Idiosincrasia

### Hinchada

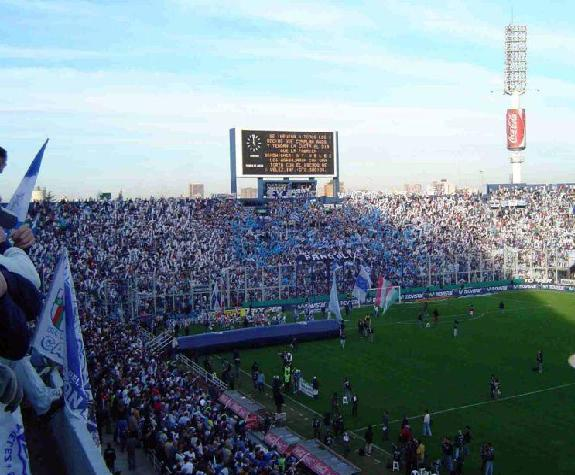
Hinchada de Vélez Sarsfield en el Estadio José Amalfitani (2006).

Hinchada, según su propia definición, es el término utilizado en Argentina y Latinoamérica para referirse al grupo organizado de aficionados o simpatizantes a un deporte y parciales de un equipo, cuya actuación se caracteriza por el uso de cánticos de aliento. La hinchada de Vélez Sarsfield, como la de la mayoría de los equipos del fútbol argentino, por ser el deporte más popular del país, cuadra en esta definición.
Siendo uno de los clubes nacionales con mayor cantidad de socios, el club tiene, a su vez, más de 70 peñas, ya sean filiales o asociaciones, en varias ciudades de Argentina y del mundo, como las de Mar del Plata, Salta, Mendoza, Tel Aviv en Israel, o la Agrupación José Amalfitani, en la propia ciudad de Buenos Aires.
Vivió un crecimiento notorio en las últimas dos décadas, cuando los títulos locales e internacionales hicieron que el club incrementara considerablemente su importancia en el escenario argentino, y lograra el merecido reconocimiento internacional. El incremento de su convocatoria se ve reflejada en la ampliación demográfica y territorial de sus hinchas además de la importancia que tienen los resultados para estos, y peñas en diversas localidades del país, e incluso en el exterior. Estos motivos acentúan el debate en su reconocimiento como el sexto grande del fútbol argentino. Esta recibe varios apodos, entre estos se encuentran:
- Fortineros: Es el apodo más utilizado para referirse a los hinchas de Vélez Sarsfield. El apodo es derivado del mote de su emblemático estadio El Fortín de Liniers, otrora de Villa Luro, que luego trascendería hasta ser el principal apodo de la institución.
- La Pandilla de Liniers: Es el nombre colectivo de toda la hinchada, a pesar de que el apodo utilizado mayoritariamente para referirse a los barras bravas de Vélez Sarsfield. "Pandilla" significa “Liga que forman algunos para engañar a otros o hacerles daño”.[191]

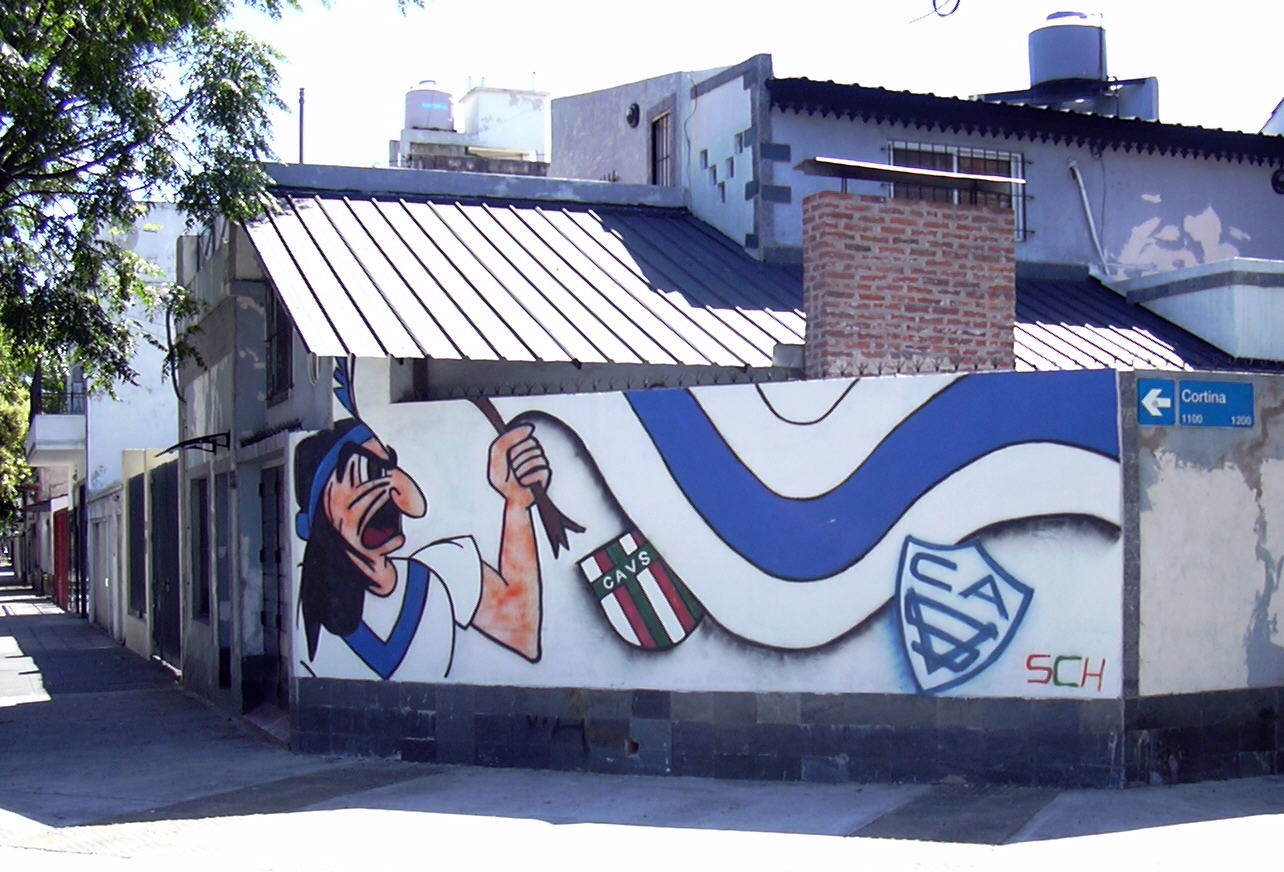
Mural pintado en Cortina 1100 (Villa Luro), expresando la "pasión fortinera" de ese barrio.
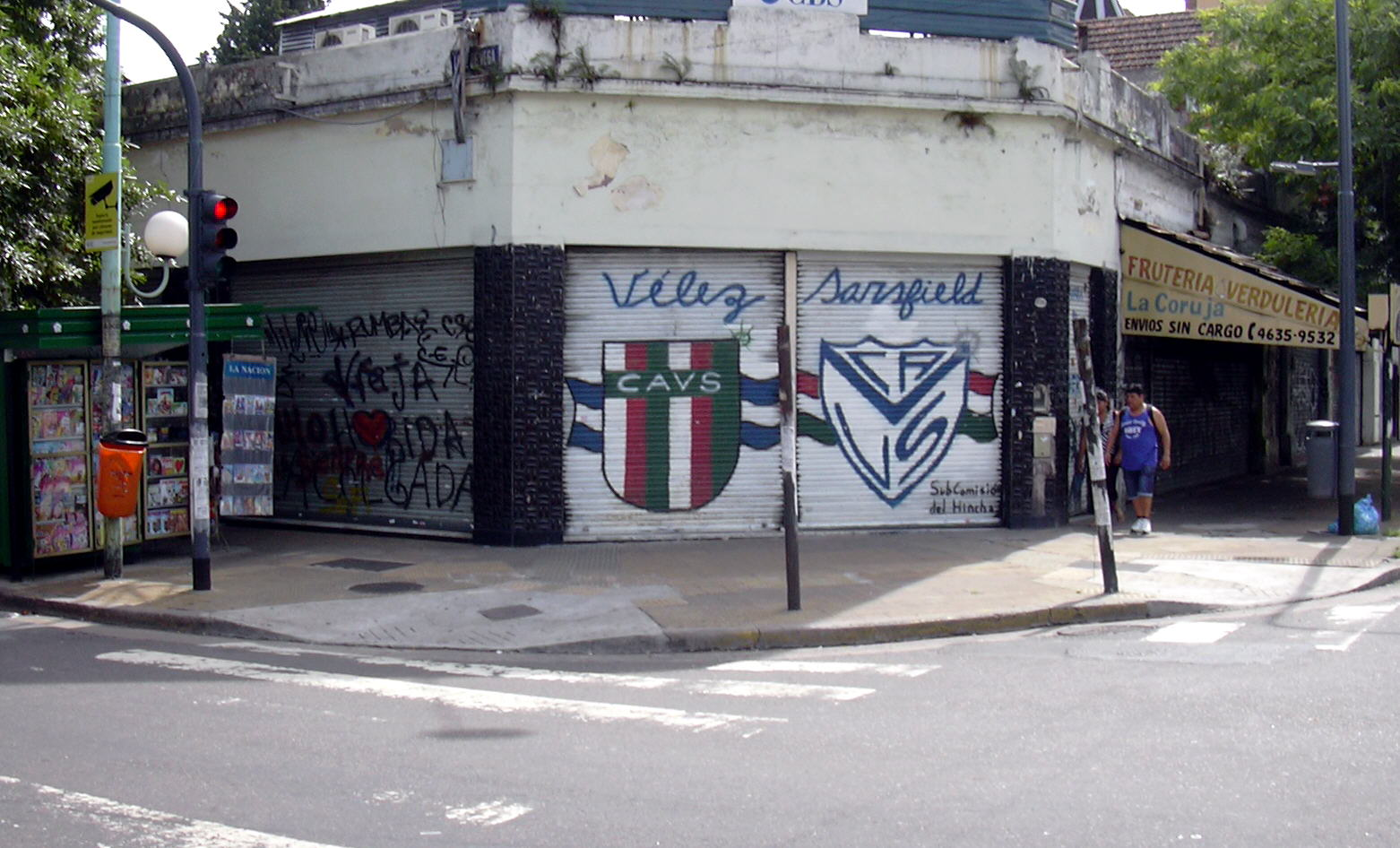
Mural realizado en el centenario del club, en el frente del antiguo Mercado Villa Luro.

Cabe destacar que la hinchada fortinera mantiene una relación de hermandad y amistad con la torcida del Fluminense de Brasil.

#### Encuestas

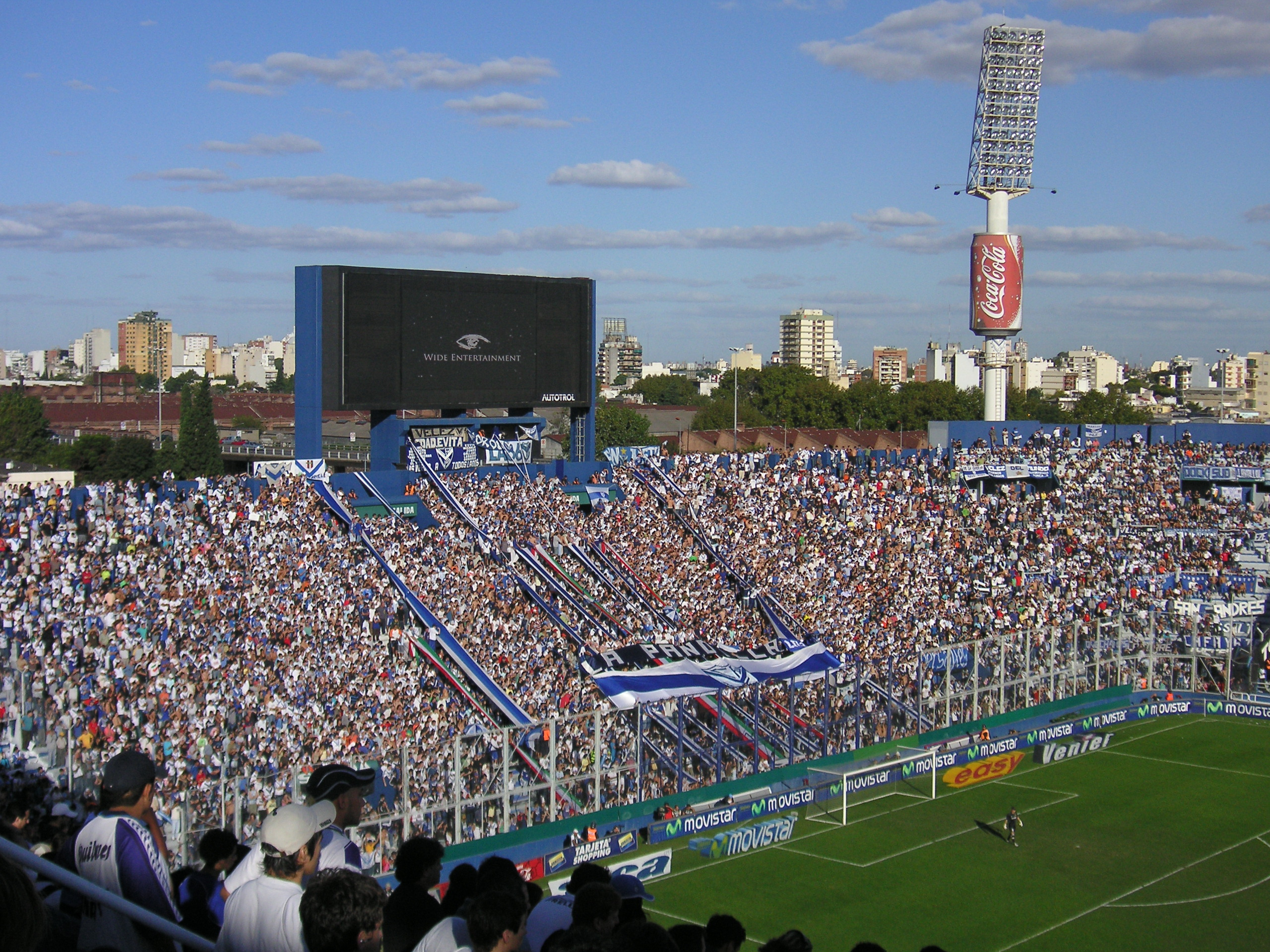
La hinchada del club llenando las instalaciones del estadio José Amalfitani.

Actualmente, la Hinchada «fortinera» se encuentra entre las más populares de la República Argentina, referenciando diversos estudios técnicos realizados en Capital Federal, Gran Buenos Aires e Interior del país que revelan esta afirmación. Algunos de ellos lo ubican como el 6° (sexto) equipo con más hinchas del Fútbol Argentino, como la encuesta oficial realizada por la Secretaría de Medios de Comunicación de la Nación, que incluyó a hombres y mujeres de Capital Federal, Gran Buenos Aires y el resto de 34 ciudades del Interior del país, desde Salta y Resistencia hasta General Pico y Comodoro Rivadavia. La misma fue publicada el 27 de marzo de 2007.
Como datos adicionales, en un relevamiento realizado en 2006, en Capital Federal y el Gran Buenos Aires, la afición Fortinera se ubica en la sexta posición en las preferencias. Similar posición se observa en la misma zona geográfica, en otro estudio presentado en 2009.
En ese sentido también se expresa una encuestas nacionales del Diario Clarín, realizadas en 2010 para el concurso «El Gran DT», sobre una base de datos de más de 2.000.000 de personas, que posiciona a Vélez Sarsfield entre los diez primeros clubes del fútbol argentino con mayor cantidad de simpatizantes, en coincidencia con el trabajo de la Consultora Equis, En cuanto a ventas de entradas, el club resultó ser en 2004 el noveno club que más entradas vendió desde 1991 hasta ese año.

### Socios
Socio son todas aquellas personas físicas que integran la entidad Club Atlético Vélez Sarsfield con los derechos y obligaciones contenidos en los Estatutos del club. Desde el momento de ingreso en la entidad, reciben su carné de socio personalizado con el número asignado por estricto orden de ingreso. Entre algunos derechos, se encuentra la posibilidad de no tener que abonar entrada para poder ver los partidos de fútbol en condición de local en ciertos sectores del estadio José Amalfitani, de poder emitir un voto en las elecciones presidenciales, entre otros.
La cifra de socios fue creciendo con el correr de los años, llegando a tener unos 60 000 socios al año 2015. Los socios pueden tener varias categorías, estando en primer orden la categoría de «Socio honorario» en primer orden, y cada categoría es inmediatamente superior a la otra. Asimismo, para los socios que llevan más de treinta años de antigüedad siéndolo, reciben la mención de socio vitalicio, que les garantiza ser socios de la institución hasta su fallecimiento, ya que no deben pagar la mencionada cuota.

### Difusión

#### Cobertura informativa
Vélez Sarsfield es uno de los equipos con mayor cobertura del fútbol argentino, en especial cuando juega partidos importantes. Un ejemplo es el partido ante el Peñarol en la Copa Libertadores 2011, que fue televisado por más de 100 canales de televisión en todo el mundo. Debido a su difusión, sus partidos suelen alcanzar un gran nivel de audiencia. En 2012, en un partido ante Boca Juniors, la audiencia llegó hasta los 28 puntos. Esta gran cobertura informativa se ve reflejada en los ingresos, ya que su lucro mensual por derechos de televisión resulta ser el tercero más grande de Argentina.

#### Medios partidarios
| Medio | Canal de difusión | Ref. |
| ----- | ----------------- | ---- |

El club también posee diversos medios partidarios, los cuales se dividen en los que son oficiales y los que no lo son. Los medios no oficiales pueden consistir en revistas, programas radiales, blogs, páginas web o cuentas de redes sociales dedicadas al club. En este tipo de medios, quienes están a cargo de ellos pueden expresar con total libertad lo referente al club, aunque influyen muy poco en la cobertura informativa oficial del club.
Por su parte, los medios oficiales informan, bajo el visto del club y a cargo de los departamentos de márquetin y prensa de la institución, las noticias del club por diversos canales de difusión. Son, además, los que se toman en consideración para elaborar noticias en lo referente al club en los diversos diarios deportivos.

#### Redes sociales
A través de las nuevas tecnologías, cada vez más presentes en el tanto de la cultura popular como en el ámbito deportivo, el club ofrece a sus aficionados las últimas noticias referentes a todos los aspectos de la entidad.
En 1998, lanzó su sitio web oficial, donde informa la actualidad del club, su historia, sus secciones deportivas, divisiones juveniles, socios, venta de entrada para los partidos; y también mediante ella emite comunicados formales oficiales.
En este aspecto, la cobertura del club avanza con el crecimiento tecnológico y ofrece informaciones semejantes en las distintas redes sociales que han ido apareciendo en los últimos años. El club creó cuentas de Facebook, Instagram y Twitter. A través de esta última, los hinchas pueden expresar con total libertad sus inquietudes en lo referente al club, haciéndoselo notar a través de su cuenta oficial @velez o utilizando el hashtag #velez.

## Palmarés

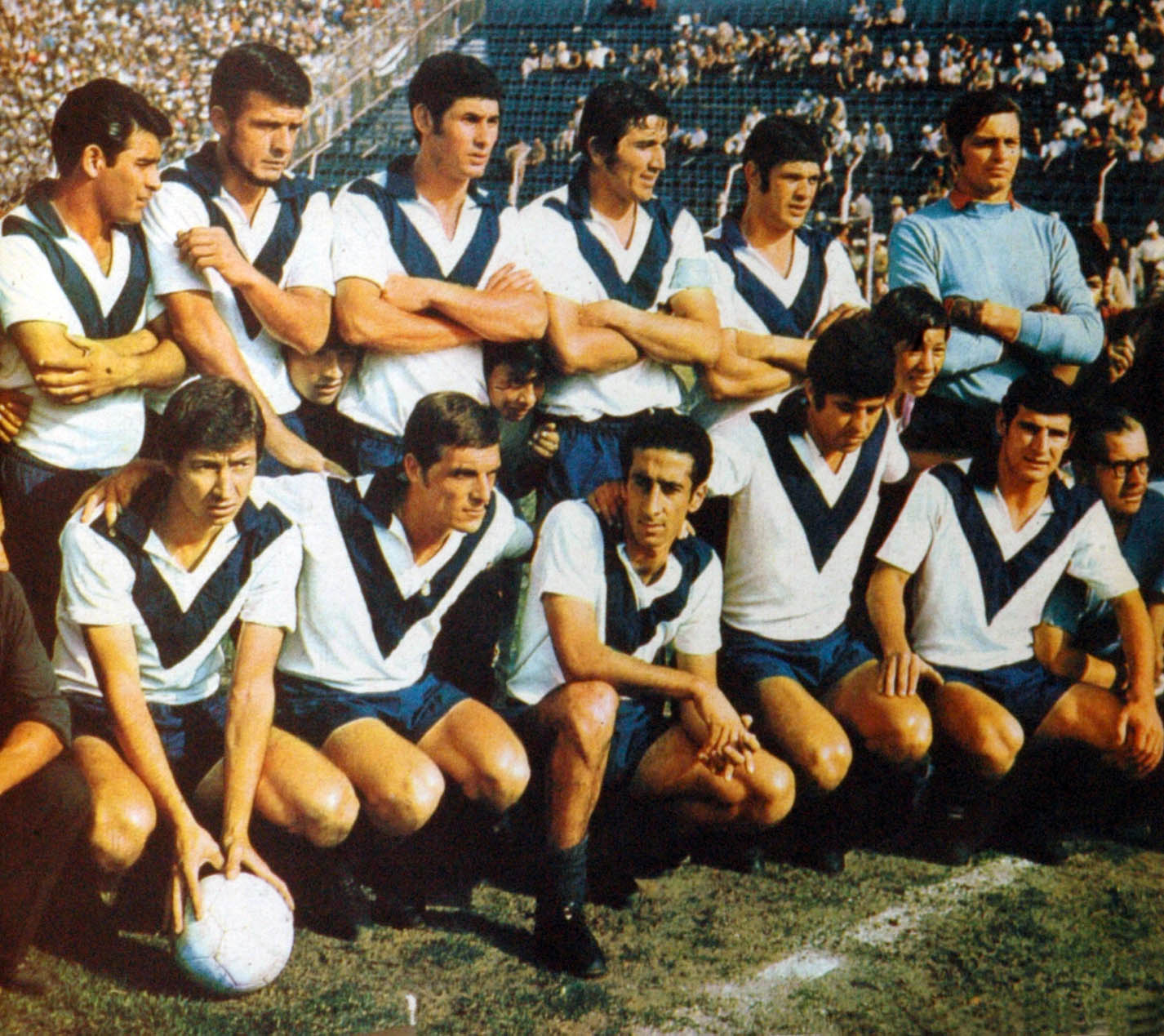
En 1968, el club obtuvo su primer título oficial. Formación del equipo.

Vélez Sarsfield ha ganado a lo largo de sus cien años de historia diversos trofeos tanto nacionales como internacionales. Entre ellos, se destacan 11 campeonatos de Primera División, una Copa Libertadores de América y un Campeonato Mundial. Su extenso palmarés lo hace una de las instituciones deportivas más laureadas de su país.
El primer trofeo del club fue en 1968, con la obtención del Campeonato Nacional. No obstante, ha ganado la mayor parte de sus títulos durante los años 1990, en los que obtuvo la totalidad de sus títulos internacionales y un total de cuatro títulos de Primera División. Más adelante, ganó otros 4 campeonatos de Primera División desde el 2005 hasta el 2013. junto con una Supercopa Argentina.
A los títulos ganados en fútbol, su disciplina más relevante, se le suman otros conseguidos en otros deportes como voleibol, básquet, hockey sobre césped, entre otros.
En negrita las competiciones vigentes en la actualidad.

### Torneos nacionales (13)
| Competiciones nacionales             | Títulos | Subcampeonatos |
| ------------------------------------ | --- | --- |
| Primera División de Argentina (11/9) | Nacional 1968, Clausura 1993, Apertura 1995, Clausura 1996, Clausura 1998, Clausura 2005, Clausura 2009, Clausura 2011, Inicial 2012, 2012-13, 2024. | 1919 (AAmF), 1953, Metropolitano 1971, Metropolitano 1979, Nacional 1985, Clausura 1992, Apertura 1993, Apertura 2004, Apertura 2010. |
| Supercopa Argentina (1/0)            | 2013. | |
| Supercopa Internacional (1/0)        | 2024. | |
| Copa Argentina (0/1)                 | | 2024. |
| Copa de la Liga (0/1)                | | 2024. |
| Trofeo de Campeones (0/1)            | | 2024. |
|                                      | | |
| Segunda categoría (1/1)              | 1943. | 1917. |
| Tercera categoría (0/1)              | | 1912 (FAF). |
| Cuarta categoría (2/0)               | 1914 (AAmF), 1922 (AAmF). | |

Otros logros
Finalista de la Copa Argentina 1970, no finalizó y se declaró desierto.

### Torneos internacionales (5)
| Competiciones internacionales      | Títulos | Subcampeonatos |
| ---------------------------------- | ------- | -------------- |
| Copa Intercontinental (1/0)        | 1994.   |                |
| Copa Libertadores de América (1/0) | 1994.   |                |
| Copa Interamericana (1/0)          | 1996.   |                |
| Supercopa Sudamericana (1/0)       | 1996.   |                |
| Recopa Sudamericana (1/1)          | 1997.   | 1995.          |